# Lijst van voetbalinterlands Ecuador
Dit is een overzicht van alle officiële A-interlands die het Ecuadoraans voetbalelftal speelde sinds de allereerste wedstrijd van het Zuid-Amerikaanse land, op 8 augustus 1938 in Bogota (Colombia) tegen Bolivia (1-1).

## Statistieken
- Bijgewerkt tot en met oefeninterland tegen  Honduras (2-0) op 29 februari 2012

### Afrika
| Tegenstander | Wed. | W | G | V | DV | DT | DS | Opm     |
| ------------ | ---- | - | - | - | -- | -- | -- | ------- |
| Nigeria      | 1    | 0 | 1 | 0 | 2  | 2  | 0  | details |
| Oeganda      | 1    | 0 | 0 | 1 | 1  | 2  | –1 | details |
| Senegal      | 2    | 0 | 0 | 2 | 1  | 3  | –2 | details |
| Zambia       | 2    | 2 | 0 | 0 | 5  | 1  | +4 | details |
| Zuid-Afrika  | 1    | 0 | 1 | 0 | 0  | 0  | 0  | details |

### Azië
| Tegenstander | Wed. | W | G | V | DV | DT | DS | Opm     |
| ------------ | ---- | - | - | - | -- | -- | -- | ------- |
| Iran         | 3    | 1 | 2 | 0 | 3  | 2  | +1 | details |
| Japan        | 3    | 1 | 0 | 2 | 1  | 4  | –3 | details |
| Jordanië     | 1    | 0 | 0 | 1 | 0  | 3  | –3 | details |
| Koeweit      | 1    | 1 | 0 | 0 | 3  | 0  | +3 | details |
| Libanon      | 1    | 0 | 0 | 1 | 0  | 1  | –1 | details |
| Oman         | 2    | 1 | 0 | 1 | 2  | 2  | 0  | details |
| Qatar        | 2    | 1 | 1 | 0 | 3  | 2  | +1 | details |
| Zuid-Korea   | 2    | 1 | 0 | 1 | 2  | 3  | –1 | details |

### Europa
| Tegenstander                   | Wed. | W | G | V | DV | DT | DS | Opm     |
| ------------------------------ | ---- | - | - | - | -- | -- | -- | ------- |
| Armenië                        | 1    | 1 | 0 | 0 | 3  | 0  | +3 | details |
| Bulgarije                      | 2    | 1 | 0 | 1 | 4  | 3  | +1 | details |
| Denemarken                     | 1    | 0 | 1 | 0 | 1  | 1  | 0  | details |
| Duitsland                      | 1    | 0 | 0 | 1 | 0  | 3  | –3 | details |
| Engeland                       | 2    | 0 | 0 | 2 | 0  | 3  | –3 | details |
| Estland                        | 2    | 2 | 0 | 0 | 3  | 1  | +2 | details |
| Finland                        | 1    | 1 | 0 | 0 | 3  | 1  | +2 | details |
| Frankrijk                      | 1    | 0 | 0 | 1 | 0  | 2  | –2 | details |
| Griekenland                    | 1    | 0 | 1 | 0 | 1  | 1  | 0  | details |
| Ierland                        | 2    | 0 | 1 | 1 | 3  | 4  | –1 | details |
| Italië                         | 2    | 0 | 1 | 1 | 1  | 3  | –2 | details |
| Kroatië                        | 1    | 1 | 0 | 0 | 1  | 0  | +1 | details |
| Macedonië                      | 1    | 0 | 0 | 1 | 1  | 2  | –1 | details |
| Nederland                      | 1    | 0 | 0 | 1 | 0  | 1  | –1 | details |
| Duitse Democratische Republiek | 3    | 1 | 1 | 1 | 6  | 6  | 0  | details |
| Polen                          | 3    | 1 | 1 | 1 | 4  | 5  | –1 | details |
| Portugal                       | 1    | 0 | 0 | 1 | 0  | 3  | –3 | details |
| Roemenië                       | 1    | 1 | 0 | 0 | 3  | 0  | +3 | details |
| Schotland                      | 1    | 0 | 0 | 1 | 1  | 2  | –1 | details |
| Servië en Montenegro           | 1    | 1 | 0 | 0 | 1  | 0  | +1 | details |
| Spanje                         | 1    | 0 | 0 | 1 | 0  | 4  | –4 | details |
| Turkije                        | 1    | 1 | 0 | 0 | 1  | 0  | +1 | details |
| Wit-Rusland                    | 1    | 0 | 1 | 0 | 1  | 1  | 0  | details |
| Zweden                         | 2    | 1 | 1 | 0 | 3  | 2  | +1 | details |

### Noord-Amerika
| Tegenstander     | Wed. | W | G | V  | DV | DT | DS  | Opm     |
| ---------------- | ---- | - | - | -- | -- | -- | --- | ------- |
| Canada           | 3    | 2 | 1 | 0  | 6  | 3  | +3  | details |
| Costa Rica       | 11   | 5 | 5 | 1  | 19 | 9  | +10 | details |
| Cuba             | 4    | 0 | 2 | 2  | 1  | 3  | –2  | details |
| El Salvador      | 5    | 3 | 1 | 1  | 9  | 4  | +5  | details |
| Guatemala        | 7    | 3 | 3 | 1  | 7  | 3  | +4  | details |
| Haïti            | 4    | 2 | 0 | 2  | 5  | 5  | 0   | details |
| Honduras         | 12   | 3 | 7 | 2  | 12 | 11 | +1  | details |
| Jamaica          | 3    | 2 | 1 | 0  | 7  | 3  | +4  | details |
| Mexico           | 18   | 2 | 5 | 11 | 15 | 28 | –13 | details |
| Panama           | 4    | 3 | 1 | 0  | 9  | 0  | +9  | details |
| Verenigde Staten | 11   | 5 | 4 | 2  | 11 | 6  | +5  | details |

### Zuid-Amerika
| Tegenstander | Wed. | W  | G  | V  | DV | DT  | DS  | Opm     |
| ------------ | ---- | -- | -- | -- | -- | --- | --- | ------- |
| Argentinië   | 28   | 4  | 8  | 16 | 28 | 75  | –47 | details |
| Bolivia      | 25   | 10 | 10 | 5  | 42 | 28  | +14 | details |
| Brazilië     | 28   | 2  | 3  | 23 | 22 | 88  | –66 | details |
| Chili        | 44   | 7  | 12 | 25 | 39 | 90  | –51 | details |
| Colombia     | 40   | 11 | 10 | 19 | 35 | 44  | –9  | details |
| Paraguay     | 35   | 10 | 5  | 20 | 42 | 64  | –22 | details |
| Peru         | 43   | 14 | 12 | 17 | 57 | 69  | –12 | details |
| Uruguay      | 41   | 3  | 9  | 29 | 34 | 104 | –70 | details |
| Venezuela    | 23   | 12 | 1  | 10 | 47 | 27  | +20 | details |

### Argentinië
| Argentinië vs. Ecuador | Argentinië vs. Ecuador | Argentinië vs. Ecuador | Argentinië vs. Ecuador    | Argentinië vs. Ecuador | Argentinië vs. Ecuador | Argentinië vs. Ecuador |
| #                      | №                      | Datum                  | Plaats                    | Wedstrijd              | Uitslag                | Competitie             |
| ---------------------- | ---------------------- | ---------------------- | ------------------------- | ---------------------- | ---------------------- | ---------------------- |
| 1                      | 12.                    | 16-02-1941             | Santiago, Chili           | Ecuador – Argentinië   | 1 – 6                  | Copa América           |
| 2                      | 15.                    | 22-01-1942             | Montevideo, Uruguay       | Ecuador – Argentinië   | 0 – 12                 | Copa América           |
| 3                      | 22.                    | 31-01-1945             | Santiago, Chili           | Argentinië – Ecuador   | 4 – 2                  | Copa América           |
| 4                      | 31.                    | 25-12-1947             | Guayaquil, Ecuador        | Ecuador – Argentinië   | 0 – 2                  | Copa América           |
| 5                      | 47.                    | 09-03-1955             | Santiago, Chili           | Argentinië – Ecuador   | 4 – 0                  | Copa América           |
| 6                      | 53.                    | 17-03-1957             | Lima, Peru                | Argentinië – Ecuador   | 3 – 0                  | Copa América           |
| 7                      | 58.                    | 12-12-1959             | Guayaquil, Ecuador        | Ecuador – Argentinië   | 1 – 1                  | Copa América           |
| 8                      | 62.                    | 04-12-1960             | Guayaquil, Ecuador        | Ecuador – Argentinië   | 3 – 6                  | WK-kwalificatie        |
| 9                      | 63.                    | 17-12-1960             | Buenos Aires, Argentinië  | Argentinië – Ecuador   | 5 – 0                  | WK-kwalificatie        |
| 10                     | 67.                    | 20-03-1963             | Cochabamba, Bolivia       | Ecuador – Argentinië   | 2 – 4                  | Copa América           |
| 11                     | 132.                   | 10-08-1983             | Quito, Ecuador            | Ecuador – Argentinië   | 2 – 2                  | Copa América           |
| 12                     | 135.                   | 07-09-1983             | Buenos Aires, Argentinië  | Argentinië – Ecuador   | 2 – 2                  | Copa América           |
| 13                     | 159.                   | 02-07-1987             | Buenos Aires, Argentinië  | Argentinië – Ecuador   | 3 – 0                  | Copa América           |
| 14                     | 172.                   | 13-04-1989             | Guayaquil, Ecuador        | Ecuador – Argentinië   | 2 – 2                  | Vriendschappelijk      |
| 15                     | 177.                   | 04-07-1989             | Goîana, Brazilië          | Ecuador – Argentinië   | 0 – 0                  | Copa América           |
| 16                     | 215.                   | 25-05-1994             | Guayaquil, Ecuador        | Ecuador – Argentinië   | 1 – 0                  | Vriendschappelijk      |
| 17                     | 237.                   | 02-06-1996             | Quito, Ecuador            | Ecuador – Argentinië   | 2 – 0                  | WK-kwalificatie        |
| 18                     | 251.                   | 30-04-1997             | Buenos Aires, Argentinië  | Argentinië – Ecuador   | 2 – 1                  | WK-kwalificatie        |
| 19                     | 254.                   | 11-06-1997             | Cochabamba, Bolivia       | Ecuador – Argentinië   | 0 – 0                  | Copa América           |
| 20                     | 278.                   | 01-07-1999             | Luque, Paraguay           | Ecuador – Argentinië   | 1 – 3                  | Copa América           |
| 21                     | 290.                   | 19-07-2000             | Buenos Aires, Argentinië  | Argentinië – Ecuador   | 2 – 0                  | WK-kwalificatie        |
| 22                     | 307.                   | 15-08-2001             | Quito, Ecuador            | Ecuador – Argentinië   | 0 – 2                  | WK-kwalificatie        |
| 23                     | 338.                   | 30-03-2004             | Buenos Aires, Argentinië  | Argentinië – Ecuador   | 1 – 0                  | WK-kwalificatie        |
| 24                     | 342.                   | 07-07-2004             | Chiclayo, Peru            | Ecuador – Argentinië   | 1 – 6                  | Copa América           |
| 25                     | 359.                   | 04-06-2005             | Quito, Ecuador            | Ecuador – Argentinië   | 2 – 0                  | WK-kwalificatie        |
| 26                     | 400.                   | 15-06-2008             | Buenos Aires, Argentinië  | Argentinië – Ecuador   | 1 – 1                  | WK-kwalificatie        |
| 27                     | 414.                   | 10-06-2009             | Quito, Ecuador            | Ecuador – Argentinië   | 2 – 0                  | WK-kwalificatie        |
| 28                     | 430.                   | 21-04-2011             | Mar del Plata, Argentinië | Argentinië – Ecuador   | 2 – 2                  | Vriendschappelijk      |

### Armenië
| Armenië vs. Ecuador | Armenië vs. Ecuador | Armenië vs. Ecuador | Armenië vs. Ecuador | Armenië vs. Ecuador | Armenië vs. Ecuador | Armenië vs. Ecuador |
| #                   | №                   | Datum               | Plaats              | Wedstrijd           | Uitslag             | Competitie          |
| ------------------- | ------------------- | ------------------- | ------------------- | ------------------- | ------------------- | ------------------- |
| 1                   | 317.                | 30-06-1996          | Portoviejo, Ecuador | Ecuador – Armenië   | 3 – 0               | Vriendschappelijk   |

### Bolivia
| Bolivia vs. Ecuador | Bolivia vs. Ecuador | Bolivia vs. Ecuador | Bolivia vs. Ecuador | Bolivia vs. Ecuador | Bolivia vs. Ecuador | Bolivia vs. Ecuador |
| #                   | №                   | Datum               | Plaats              | Wedstrijd           | Uitslag             | Competitie          |
| ------------------- | ------------------- | ------------------- | ------------------- | ------------------- | ------------------- | ------------------- |
| 1                   | 1.                  | 08-08-1938          | Bogota, Colombia    | Ecuador – Bolivia   | 1 – 1               | Juegos Bolivarianos |
| 2                   | 5.                  | 22-08-1938          | Bogota, Colombia    | Ecuador – Bolivia   | 1 – 2               | Juegos Bolivarianos |
| 3                   | 23.                 | 11-02-1945          | Santiago, Chili     | Bolivia – Ecuador   | 0 – 0               | Copa América        |
| 4                   | 26.                 | 30-11-1947          | Guayaquil, Ecuador  | Ecuador – Bolivia   | 2 – 2               | Copa América        |
| 5                   | 38.                 | 24-04-1949          | São Paulo, Brazilië | Bolivia – Ecuador   | 2 – 0               | Copa América        |
| 6                   | 42.                 | 08-03-1953          | Lima, Peru          | Ecuador – Bolivia   | 1 – 1               | Copa América        |
| 7                   | 64.                 | 10-03-1963          | La Paz, Bolivia     | Bolivia – Ecuador   | 4 – 4               | Copa América        |
| 8                   | 89.                 | 29-04-1973          | La Paz, Bolivia     | Bolivia – Ecuador   | 3 – 3               | Vriendschappelijk   |
| 9                   | 90.                 | 06-05-1973          | Quito, Ecuador      | Ecuador – Bolivia   | 0 – 0               | Vriendschappelijk   |
| 10                  | 100.                | 09-07-1975          | Cochabamba, Bolivia | Bolivia – Ecuador   | 1 – 0               | Vriendschappelijk   |
| 11                  | 145.                | 21-02-1985          | Quito, Ecuador      | Ecuador – Bolivia   | 3 – 0               | Vriendschappelijk   |
| 12                  | 178.                | 06-07-1989          | Goîana, Brazilië    | Ecuador – Bolivia   | 0 – 0               | Copa América        |
| 13                  | 190.                | 13-07-1991          | Viña del Mar, Chili | Ecuador – Bolivia   | 4 – 0               | Copa América        |
| 14                  | 210.                | 15-08-1993          | La Paz, Bolivia     | Bolivia – Ecuador   | 1 – 0               | WK-kwalificatie     |
| 15                  | 214.                | 19-09-1993          | Guayaquil, Ecuador  | Ecuador – Bolivia   | 1 – 1               | WK-kwalificatie     |
| 16                  | 228.                | 25-10-1995          | Santa Cruz, Bolivia | Bolivia – Ecuador   | 2 – 2               | Vriendschappelijk   |
| 17                  | 246.                | 12-01-1997          | La Paz, Bolivia     | Bolivia – Ecuador   | 2 – 0               | WK-kwalificatie     |
| 18                  | 263.                | 12-10-1997          | Guayaquil, Ecuador  | Ecuador – Bolivia   | 1 – 0               | WK-kwalificatie     |
| 19                  | 293.                | 16-08-2000          | Quito, Ecuador      | Ecuador – Bolivia   | 2 – 0               | WK-kwalificatie     |
| 20                  | 309.                | 06-10-2001          | La Paz, Bolivia     | Bolivia – Ecuador   | 1 – 5               | WK-kwalificatie     |
| 21                  | 341.                | 05-06-2004          | Quito, Ecuador      | Ecuador – Bolivia   | 3 – 2               | WK-kwalificatie     |
| 22                  | 363.                | 03-09-2005          | La Paz, Bolivia     | Bolivia – Ecuador   | 1 – 2               | WK-kwalificatie     |
| 23                  | 391.                | 22-08-2007          | Quito, Ecuador      | Ecuador – Bolivia   | 1 – 0               | Vriendschappelijk   |
| 24                  | 403.                | 06-09-2008          | Quito, Ecuador      | Ecuador – Bolivia   | 3 – 1               | WK-kwalificatie     |
| 25                  | 417.                | 09-09-2009          | La Paz, Bolivia     | Bolivia – Ecuador   | 1 – 3               | WK-kwalificatie     |

### Brazilië
| Brazilië vs. Ecuador | Brazilië vs. Ecuador | Brazilië vs. Ecuador | Brazilië vs. Ecuador         | Brazilië vs. Ecuador | Brazilië vs. Ecuador | Brazilië vs. Ecuador |
| #                    | №                    | Datum                | Plaats                       | Wedstrijd            | Uitslag              | Competitie           |
| -------------------- | -------------------- | -------------------- | ---------------------------- | -------------------- | -------------------- | -------------------- |
| 1                    | 18.                  | 01-02-1942           | Montevideo, Uruguay          | Brazilië – Ecuador   | 5 – 1                | Copa América         |
| 2                    | 25.                  | 21-02-1945           | Santiago, Chili              | Ecuador – Brazilië   | 2 – 9                | Copa América         |
| 3                    | 33.                  | 03-04-1949           | Rio de Janeiro, Brazilië     | Brazilië – Ecuador   | 9 – 1                | Copa América         |
| 4                    | 43.                  | 12-03-1953           | Lima, Peru                   | Brazilië – Ecuador   | 2 – 0                | Copa América         |
| 5                    | 54.                  | 21-03-1957           | Lima, Peru                   | Ecuador – Brazilië   | 1 – 7                | Copa América         |
| 6                    | 59.                  | 19-12-1959           | Guayaquil, Ecuador           | Ecuador – Brazilië   | 1 – 3                | Copa América         |
| 7                    | 61.                  | 27-12-1959           | Guayaquil, Ecuador           | Ecuador – Brazilië   | 1 – 2                | Vriendschappelijk    |
| 8                    | 68.                  | 27-03-1963           | Cochabamba, Bolivia          | Ecuador – Brazilië   | 2 – 2                | Copa América         |
| 9                    | 125.                 | 14-02-1981           | Quito, Ecuador               | Ecuador – Brazilië   | 0 – 6                | Vriendschappelijk    |
| 10                   | 133.                 | 17-08-1983           | Quito, Ecuador               | Ecuador – Brazilië   | 0 – 1                | Copa América         |
| 11                   | 134.                 | 01-09-1983           | São Paulo, Brazilië          | Brazilië – Ecuador   | 5 – 0                | Copa América         |
| 12                   | 158.                 | 21-06-1987           | Florianópolis, Brazilië      | Brazilië – Ecuador   | 4 – 1                | Vriendschappelijk    |
| 13                   | 171.                 | 15-03-1989           | Cuiabá, Brazilië             | Brazilië – Ecuador   | 1 – 0                | Vriendschappelijk    |
| 14                   | 191.                 | 15-07-1991           | Viña del Mar, Chili          | Brazilië – Ecuador   | 3 – 1                | Copa América         |
| 15                   | 207.                 | 18-07-1993           | Guayaquil, Ecuador           | Ecuador – Brazilië   | 0 – 0                | WK-kwalificatie      |
| 16                   | 211.                 | 22-08-1993           | São Paulo, Brazilië          | Brazilië – Ecuador   | 2 – 0                | WK-kwalificatie      |
| 17                   | 225.                 | 07-07-1995           | Rivera, Uruguay              | Brazilië – Ecuador   | 1 – 0                | Copa América         |
| 18                   | 262.                 | 10-09-1997           | Salvador, Brazilië           | Brazilië – Ecuador   | 4 – 2                | Vriendschappelijk    |
| 19                   | 265.                 | 14-10-1998           | Washington, Verenigde Staten | Ecuador – Brazilië   | 1 – 5                | Vriendschappelijk    |
| 20                   | 286.                 | 26-04-2000           | São Paulo, Brazilië          | Brazilië – Ecuador   | 3 – 2                | WK-kwalificatie      |
| 21                   | 298.                 | 28-03-2001           | Quito, Ecuador               | Ecuador – Brazilië   | 1 – 0                | WK-kwalificatie      |
| 22                   | 334.                 | 10-09-2003           | Manaus, Brazilië             | Brazilië – Ecuador   | 1 – 0                | WK-kwalificatie      |
| 23                   | 351.                 | 17-11-2004           | Quito, Ecuador               | Ecuador – Brazilië   | 1 – 0                | WK-kwalificatie      |
| 24                   | 379.                 | 10-10-2006           | Stockholm, Zweden            | Ecuador – Brazilië   | 1 – 2                | Vriendschappelijk    |
| 25                   | 390.                 | 04-07-2007           | Puerto La Cruz, Venezuela    | Ecuador – Brazilië   | 0 – 1                | Copa América         |
| 26                   | 395.                 | 17-10-2007           | Rio de Janeiro, Brazilië     | Brazilië – Ecuador   | 5 – 0                | WK-kwalificatie      |
| 27                   | 410.                 | 29-03-2009           | Quito, Ecuador               | Ecuador – Brazilië   | 1 – 1                | WK-kwalificatie      |
| 28                   | 436.                 | 13-07-2011           | Córdoba, Argentinië          | Brazilië – Ecuador   | 4 – 2                | Copa América         |

### Bulgarije
| Bulgarije vs. Ecuador | Bulgarije vs. Ecuador | Bulgarije vs. Ecuador | Bulgarije vs. Ecuador        | Bulgarije vs. Ecuador | Bulgarije vs. Ecuador | Bulgarije vs. Ecuador |
| #                     | №                     | Datum                 | Plaats                       | Wedstrijd             | Uitslag               | Competitie            |
| --------------------- | --------------------- | --------------------- | ---------------------------- | --------------------- | --------------------- | --------------------- |
| 1                     | 124.                  | 28-01-1981            | Quito, Ecuador               | Ecuador – Bulgarije   | 1 – 3                 | Vriendschappelijk     |
| 2                     | 317.                  | 27-03-2002            | New Jersey, Verenigde Staten | Ecuador – Bulgarije   | 3 – 0                 | Vriendschappelijk     |

### Canada
| Canada vs. Ecuador | Canada vs. Ecuador | Canada vs. Ecuador | Canada vs. Ecuador      | Canada vs. Ecuador | Canada vs. Ecuador | Canada vs. Ecuador |
| #                  | №                  | Datum              | Plaats                  | Wedstrijd          | Uitslag            | Competitie         |
| ------------------ | ------------------ | ------------------ | ----------------------- | ------------------ | ------------------ | ------------------ |
| 1                  | 275.               | 06-06-1999         | Edmonton, Canada        | Canada – Ecuador   | 1 – 2              | Canada Cup         |
| 2                  | 314.               | 22-01-2002         | Miami, Verenigde Staten | Ecuador – Canada   | 2 – 0              | Gold Cup           |
| 3                  | 432.               | 01-06-2011         | Toronto, Canada         | Canada – Ecuador   | 2 – 2              | Vriendschappelijk  |

### Chili
| Chili vs. Ecuador | Chili vs. Ecuador | Chili vs. Ecuador | Chili vs. Ecuador       | Chili vs. Ecuador | Chili vs. Ecuador | Chili vs. Ecuador       |
| #                 | №                 | Datum             | Plaats                  | Wedstrijd         | Uitslag           | Competitie              |
| ----------------- | ----------------- | ----------------- | ----------------------- | ----------------- | ----------------- | ----------------------- |
| 1                 | 8.                | 05-02-1939        | Lima, Peru              | Chili – Ecuador   | 4 – 1             | Copa América            |
| 2                 | 10.               | 02-02-1941        | Santiago, Chili         | Chili – Ecuador   | 5 – 0             | Copa América            |
| 3                 | 19.               | 05-02-1942        | Montevideo, Uruguay     | Ecuador – Chili   | 1 – 2             | Copa América            |
| 4                 | 20.               | 14-01-1945        | Santiago, Chili         | Chili – Ecuador   | 6 – 3             | Copa América            |
| 5                 | 28.               | 11-12-1947        | Guayaquil, Ecuador      | Ecuador – Chili   | 0 – 3             | Copa América            |
| 6                 | 36.               | 17-04-1949        | São Paulo, Brazilië     | Chili – Ecuador   | 1 – 0             | Copa América            |
| 7                 | 44.               | 19-03-1953        | Lima, Peru              | Ecuador – Chili   | 0 – 3             | Copa América            |
| 8                 | 46.               | 27-02-1955        | Santiago, Chili         | Chili – Ecuador   | 7 – 1             | Copa América            |
| 9                 | 55.               | 24-03-1957        | Lima, Peru              | Chili – Ecuador   | 2 – 2             | Copa América            |
| 10                | 72.               | 15-08-1965        | Guayaquil, Ecuador      | Ecuador – Chili   | 2 – 2             | WK-kwalificatie         |
| 11                | 73.               | 22-08-1965        | Santiago, Chili         | Chili – Ecuador   | 3 – 1             | WK-kwalificatie         |
| 12                | 74.               | 12-10-1965        | Lima, Peru              | Ecuador – Chili   | 1 – 2             | WK-kwalificatie         |
| 13                | 80.               | 27-07-1969        | Santiago, Chili         | Chili – Ecuador   | 4 – 1             | WK-kwalificatie         |
| 14                | 81.               | 03-08-1969        | Guayaquil, Ecuador      | Ecuador – Chili   | 1 – 1             | WK-kwalificatie         |
| 15                | 84.               | 14-06-1972        | Natal, Brazilië         | Chili – Ecuador   | 2 – 1             | Brazil Independence Cup |
| 16                | 88.               | 24-04-1973        | Guayaquil, Ecuador      | Ecuador – Chili   | 1 – 1             | Vriendschappelijk       |
| 17                | 113.              | 27-02-1977        | Guayaquil, Ecuador      | Ecuador – Chili   | 0 – 1             | WK-kwalificatie         |
| 18                | 115.              | 20-03-1977        | Santiago, Chili         | Chili – Ecuador   | 3 – 0             | WK-kwalificatie         |
| 19                | 116.              | 13-06-1979        | Santiago, Chili         | Chili – Ecuador   | 0 – 0             | Vriendschappelijk       |
| 20                | 117.              | 21-06-1979        | Guayaquil, Ecuador      | Ecuador – Chili   | 2 – 1             | Vriendschappelijk       |
| 21                | 127.              | 24-05-1981        | Guayaquil, Ecuador      | Ecuador – Chili   | 0 – 0             | WK-kwalificatie         |
| 22                | 129.              | 14-06-1981        | Santiago, Chili         | Chili – Ecuador   | 2 – 0             | WK-kwalificatie         |
| 23                | 146.              | 03-03-1985        | Quito, Ecuador          | Ecuador – Chili   | 1 – 1             | WK-kwalificatie         |
| 24                | 148.              | 17-03-1985        | Santiago, Chili         | Chili – Ecuador   | 6 – 2             | WK-kwalificatie         |
| 25                | 167.              | 13-09-1988        | La Serena, Chili        | Chili – Ecuador   | 3 – 1             | Vriendschappelijk       |
| 26                | 169.              | 29-09-1988        | Asunción, Paraguay      | Chili – Ecuador   | 0 – 0             | Boqueron Cup            |
| 27                | 170.              | 29-01-1989        | Guayaquil, Ecuador      | Ecuador – Chili   | 1 – 0             | Vriendschappelijk       |
| 28                | 179.              | 10-07-1989        | Goîana, Brazilië        | Chili – Ecuador   | 2 – 1             | Copa América            |
| 29                | 185.              | 19-06-1991        | Guayaquil, Ecuador      | Ecuador – Chili   | 2 – 1             | Vriendschappelijk       |
| 30                | 187.              | 30-06-1991        | Santiago, Chili         | Chili – Ecuador   | 3 – 1             | Vriendschappelijk       |
| 31                | 200.              | 09-06-1993        | Quito, Ecuador          | Ecuador – Chili   | 1 – 2             | Vriendschappelijk       |
| 32                | 239.              | 06-07-1996        | Santiago, Chili         | Chili – Ecuador   | 4 – 1             | WK-kwalificatie         |
| 33                | 253.              | 08-06-1997        | Quito, Ecuador          | Ecuador – Chili   | 1 – 1             | WK-kwalificatie         |
| 34                | 256.              | 17-06-1997        | Cochabamba, Bolivia     | Ecuador – Chili   | 2 – 1             | Copa América            |
| 35                | 277.              | 23-06-1999        | Santiago, Chili         | Chili – Ecuador   | 0 – 0             | Vriendschappelijk       |
| 36                | 296.              | 08-10-2000        | Quito, Ecuador          | Ecuador – Chili   | 1 – 0             | WK-kwalificatie         |
| 37                | 304.              | 11-07-2001        | Barranquilla, Colombia  | Chili – Ecuador   | 4 – 1             | Copa América            |
| 38                | 311.              | 14-11-2001        | Santiago, Chili         | Chili – Ecuador   | 0 – 0             | WK-kwalificatie         |
| 39                | 346.              | 10-10-2004        | Quito, Ecuador          | Ecuador – Chili   | 2 – 0             | WK-kwalificatie         |
| 40                | 354.              | 09-02-2005        | Viña del Mar, Chili     | Chili – Ecuador   | 3 – 0             | Vriendschappelijk       |
| 41                | 365.              | 12-10-2005        | Santiago, Chili         | Chili – Ecuador   | 0 – 0             | WK-kwalificatie         |
| 42                | 388.              | 27-06-2007        | Puerto Ordaz, Venezuela | Chili – Ecuador   | 3 – 2             | Copa América            |
| 43                | 405.              | 12-10-2008        | Quito, Ecuador          | Ecuador – Chili   | 1 – 0             | WK-kwalificatie         |
| 44                | 419.              | 14-10-2009        | Santiago, Chili         | Chili – Ecuador   | 1 – 0             | WK-kwalificatie         |

### Colombia
| Colombia vs. Ecuador | Colombia vs. Ecuador | Colombia vs. Ecuador | Colombia vs. Ecuador         | Colombia vs. Ecuador | Colombia vs. Ecuador | Colombia vs. Ecuador |
| #                    | №                    | Datum                | Plaats                       | Wedstrijd            | Uitslag              | Competitie           |
| -------------------- | -------------------- | -------------------- | ---------------------------- | -------------------- | -------------------- | -------------------- |
| 1                    | 2.                   | 10-08-1938           | Bogota, Colombia             | Colombia – Ecuador   | 1 – 2                | Juegos Bolivarianos  |
| 2                    | 24.                  | 18-02-1945           | Santiago, Chili              | Ecuador – Colombia   | 1 – 3                | Copa América         |
| 3                    | 27.                  | 04-12-1947           | Guayaquil, Ecuador           | Ecuador – Colombia   | 0 – 0                | Copa América         |
| 4                    | 39.                  | 03-05-1949           | Rio de Janeiro, Brazilië     | Colombia – Ecuador   | 2 – 3                | Copa América         |
| 5                    | 56.                  | 01-04-1957           | Lima, Peru                   | Colombia – Ecuador   | 1 – 4                | Copa América         |
| 6                    | 69.                  | 31-03-1963           | La Paz, Bolivia              | Ecuador – Colombia   | 4 – 3                | Copa América         |
| 7                    | 70.                  | 20-06-1965           | Barranquilla, Colombia       | Colombia – Ecuador   | 0 – 1                | WK-kwalificatie      |
| 8                    | 71.                  | 25-06-1965           | Guayaquil, Ecuador           | Ecuador – Colombia   | 2 – 0                | WK-kwalificatie      |
| 9                    | 77.                  | 22-06-1969           | Guayaquil, Ecuador           | Ecuador – Colombia   | 4 – 1                | Vriendschappelijk    |
| 10                   | 93.                  | 21-06-1973           | Bogota, Colombia             | Colombia – Ecuador   | 1 – 1                | WK-kwalificatie      |
| 1                    | 94.                  | 28-06-1973           | Guayaquil, Ecuador           | Ecuador – Colombia   | 1 – 1                | WK-kwalificatie      |
| 12                   | 102.                 | 27-07-1975           | Quito, Ecuador               | Ecuador – Colombia   | 1 – 3                | Copa América         |
| 13                   | 103.                 | 07-08-1975           | Bogota,                      | Colombia – Ecuador   | 2 – 0                | Copa América         |
| 14                   | 108.                 | 16-01-1977           | Bogota, Colombia             | Colombia – Ecuador   | 0 – 1                | Vriendschappelijk    |
| 15                   | 110.                 | 26-01-1977           | Quito, Ecuador               | Ecuador – Colombia   | 4 – 1                | Vriendschappelijk    |
| 16                   | 130.                 | 26-07-1983           | Quito, Ecuador               | Ecuador – Colombia   | 0 – 0                | Vriendschappelijk    |
| 17                   | 131.                 | 29-07-1983           | Bogota, Colombia             | Colombia – Ecuador   | 0 – 0                | Vriendschappelijk    |
| 18                   | 155.                 | 11-06-1987           | Medellín, Colombia           | Colombia – Ecuador   | 1 – 0                | Vriendschappelijk    |
| 19                   | 156.                 | 14-06-1987           | Guayaquil, Ecuador           | Ecuador – Colombia   | 3 – 0                | Vriendschappelijk    |
| 20                   | 180.                 | 20-08-1989           | Barranquilla, Colombia       | Colombia – Ecuador   | 0 – 2                | WK-kwalificatie      |
| 21                   | 181.                 | 03-09-1989           | Guayaquil, Ecuador           | Ecuador – Colombia   | 0 – 0                | WK-kwalificatie      |
| 22                   | 188.                 | 07-07-1991           | Valparaíso, Chili            | Colombia – Ecuador   | 1 – 0                | Copa América         |
| 23                   | 206.                 | 03-07-1993           | Portoviejo, Ecuador          | Ecuador – Colombia   | 0 – 1                | Copa América         |
| 24                   | 226.                 | 10-07-1995           | Rivera, Uruguay              | Colombia – Ecuador   | 1 – 0                | Copa América         |
| 25                   | 243.                 | 09-10-1996           | Quito, Ecuador               | Ecuador – Colombia   | 0 – 1                | WK-kwalificatie      |
| 26                   | 259.                 | 20-07-1997           | Barranquilla, Colombia       | Colombia – Ecuador   | 1 – 0                | WK-kwalificatie      |
| 27                   | 280.                 | 07-07-1999           | Luque, Paraguay              | Colombia – Ecuador   | 2 – 1                | Copa América         |
| 28                   | 291.                 | 25-07-2000           | Quito, Ecuador               | Ecuador – Colombia   | 0 – 0                | WK-kwalificatie      |
| 29                   | 305.                 | 14-07-2001           | Barranquilla, Colombia       | Colombia – Ecuador   | 1 – 0                | Copa América         |
| 30                   | 308.                 | 05-09-2001           | Bogotá, Colombia             | Colombia – Ecuador   | 0 – 0                | WK-kwalificatie      |
| 31                   | 330.                 | 08-06-2003           | Madrid, Spanje               | Ecuador – Colombia   | 0 – 0                | Torneo de la Amistad |
| 32                   | 340.                 | 02-06-2004           | Quito, Ecuador               | Ecuador – Colombia   | 2 – 1                | WK-kwalificatie      |
| 33                   | 360.                 | 07-06-2005           | Barranquilla, Colombia       | Colombia – Ecuador   | 3 – 0                | WK-kwalificatie      |
| 34                   | 372.                 | 24-05-2006           | New York, Verenigde Staten   | Ecuador – Colombia   | 1 – 1                | Vriendschappelijk    |
| 35                   | 387.                 | 23-06-2007           | Barranquilla, Colombia       | Colombia – Ecuador   | 3 – 1                | Vriendschappelijk    |
| 36                   | 401.                 | 18-06-2008           | Quito, Ecuador               | Ecuador – Colombia   | 0 – 0                | WK-kwalificatie      |
| 37                   | 402.                 | 20-08-2008           | New York, Verenigde Staten   | Ecuador – Colombia   | 1 – 0                | Vriendschappelijk    |
| 38                   | 416.                 | 05-09-2009           | Medellín, Colombia           | Colombia – Ecuador   | 2 – 0                | WK-kwalificatie      |
| 39                   | 424.                 | 08-10-2010           | New Jersey, Verenigde Staten | Ecuador – Colombia   | 0 – 1                | Vriendschappelijk    |
| 40                   | 428.                 | 26-03-2011           | Madrid, Spanje               | Colombia – Ecuador   | 2 – 0                | Vriendschappelijk    |

### Costa Rica
| Costa Rica vs. Ecuador | Costa Rica vs. Ecuador | Costa Rica vs. Ecuador | Costa Rica vs. Ecuador | Costa Rica vs. Ecuador | Costa Rica vs. Ecuador | Costa Rica vs. Ecuador |
| #                      | №                      | Datum                  | Plaats                 | Wedstrijd              | Uitslag                | Competitie             |
| ---------------------- | ---------------------- | ---------------------- | ---------------------- | ---------------------- | ---------------------- | ---------------------- |
| 1                      | 193.                   | 27-05-1992             | San José, Costa Rica   | Costa Rica – Ecuador   | 2 – 1                  | Vriendschappelijk      |
| 2                      | 195.                   | 06-08-1992             | Guayaquil, Ecuador     | Ecuador – Costa Rica   | 1 – 1                  | Vriendschappelijk      |
| 3                      | 222.                   | 10-06-1995             | Seoul, Zuid-Korea      | Ecuador – Costa Rica   | 2 – 1                  | Korea Cup              |
| 4                      | 240.                   | 15-08-1996             | Cuenca, Ecuador        | Ecuador – Costa Rica   | 1 – 1                  | Vriendschappelijk      |
| 5                      | 266.                   | 27-01-1999             | San José, Costa Rica   | Costa Rica – Ecuador   | 0 – 0                  | Vriendschappelijk      |
| 6                      | 324.                   | 16-10-2002             | San José, Costa Rica   | Costa Rica – Ecuador   | 1 – 1                  | Vriendschappelijk      |
| 7                      | 326.                   | 20-11-2002             | Quito, Ecuador         | Ecuador – Costa Rica   | 2 – 2                  | Vriendschappelijk      |
| 8                      | 355.                   | 16-02-2005             | Heredia, Costa Rica    | Costa Rica – Ecuador   | 1 – 2                  | Vriendschappelijk      |
| 9                      | 375.                   | 15-06-2006             | Hamburg, Duitsland     | Ecuador – Costa Rica   | 3 – 0                  | WK-eindronde           |
| 10                     | 437.                   | 11-08-2011             | San José, Costa Rica   | Costa Rica – Ecuador   | 0 – 2                  | Vriendschappelijk      |
| 11                     | 439.                   | 06-09-2011             | Quito, Ecuador         | Ecuador – Costa Rica   | 4 – 0                  | Vriendschappelijk      |

### Cuba
| Cuba vs. Ecuador | Cuba vs. Ecuador | Cuba vs. Ecuador | Cuba vs. Ecuador | Cuba vs. Ecuador | Cuba vs. Ecuador | Cuba vs. Ecuador  |
| #                | №                | Datum            | Plaats           | Wedstrijd        | Uitslag          | Competitie        |
| ---------------- | ---------------- | ---------------- | ---------------- | ---------------- | ---------------- | ----------------- |
| 1                | 151.             | 05-03-1987       | Havana, Cuba     | Cuba – Ecuador   | 2 – 1            | Vriendschappelijk |
| 2                | 152.             | 08-03-1987       | Havana, Cuba     | Cuba – Ecuador   | 0 – 0            | Vriendschappelijk |
| 3                | 153.             | 31-03-1987       | Machala, Ecuador | Ecuador – Cuba   | 0 – 1            | Vriendschappelijk |
| 4                | 154.             | 02-04-1987       | Azogues, Ecuador | Ecuador – Cuba   | 0 – 0            | Vriendschappelijk |

### Denemarken
| Denemarken vs. Ecuador | Denemarken vs. Ecuador | Denemarken vs. Ecuador | Denemarken vs. Ecuador | Denemarken vs. Ecuador | Denemarken vs. Ecuador | Denemarken vs. Ecuador |
| #                      | №                      | Datum                  | Plaats                 | Wedstrijd              | Uitslag                | Competitie             |
| ---------------------- | ---------------------- | ---------------------- | ---------------------- | ---------------------- | ---------------------- | ---------------------- |
| 1                      | 267.                   | 31-01-1999             | Guayaquil, Ecuador     | Ecuador – Denemarken   | 1 – 1                  | Vriendschappelijk      |

### Duitsland
| Duitsland vs. Ecuador | Duitsland vs. Ecuador | Duitsland vs. Ecuador | Duitsland vs. Ecuador | Duitsland vs. Ecuador | Duitsland vs. Ecuador | Duitsland vs. Ecuador |
| #                     | №                     | Datum                 | Plaats                | Wedstrijd             | Uitslag               | Competitie            |
| --------------------- | --------------------- | --------------------- | --------------------- | --------------------- | --------------------- | --------------------- |
| 1                     | 376.                  | 20-06-2006            | Berlijn, Duitsland    | Ecuador – Duitsland   | 3 – 0                 | WK-eindronde          |

### El Salvador
| Ecuador vs. El Salvador | Ecuador vs. El Salvador | Ecuador vs. El Salvador | Ecuador vs. El Salvador       | Ecuador vs. El Salvador | Ecuador vs. El Salvador | Ecuador vs. El Salvador |
| #                       | №                       | Datum                   | Plaats                        | Wedstrijd               | Uitslag                 | Competitie              |
| ----------------------- | ----------------------- | ----------------------- | ----------------------------- | ----------------------- | ----------------------- | ----------------------- |
| 1                       | 141.                    | 12-12-1984              | San Salvador, El Salvador     | El Salvador – Ecuador   | 0 – 0                   | Vriendschappelijk       |
| 2                       | 252.                    | 28-05-1997              | San Salvador, El Salvador     | El Salvador – Ecuador   | 0 – 2                   | Vriendschappelijk       |
| 3                       | 302.                    | 02-07-2001              | New York, Verenigde Staten    | Ecuador – El Salvador   | 1 – 0                   | Vriendschappelijk       |
| 4                       | 392.                    | 08-09-2007              | Quito, Ecuador                | Ecuador – El Salvador   | 5 – 1                   | Vriendschappelijk       |
| 5                       | 412.                    | 27-05-2009              | Los Angeles, Verenigde Staten | Ecuador – El Salvador   | 1 – 3                   | Vriendschappelijk       |

### Engeland
| Ecuador vs. Engeland | Ecuador vs. Engeland | Ecuador vs. Engeland | Ecuador vs. Engeland | Ecuador vs. Engeland | Ecuador vs. Engeland | Ecuador vs. Engeland |
| #                    | №                    | Datum                | Plaats               | Wedstrijd            | Uitslag              | Competitie           |
| -------------------- | -------------------- | -------------------- | -------------------- | -------------------- | -------------------- | -------------------- |
| 1                    | 82.                  | 24-05-1970           | Quito, Ecuador       | Ecuador – Engeland   | 0 – 2                | Vriendschappelijk    |
| 2                    | 377.                 | 25-06-2006           | Stuttgart, Duitsland | Engeland – Ecuador   | 1 – 0                | WK-eindronde         |

### Estland
| Ecuador vs. Estland | Ecuador vs. Estland | Ecuador vs. Estland | Ecuador vs. Estland | Ecuador vs. Estland | Ecuador vs. Estland | Ecuador vs. Estland |
| #                   | №                   | Datum               | Plaats              | Wedstrijd           | Uitslag             | Competitie          |
| ------------------- | ------------------- | ------------------- | ------------------- | ------------------- | ------------------- | ------------------- |
| 1                   | 327.                | 09-02-2003          | Guayaquil, Ecuador  | Ecuador – Estland   | 1 – 0               | Vriendschappelijk   |
| 2                   | 328.                | 12-02-2003          | Quito, Ecuador      | Ecuador – Estland   | 2 – 1               | Vriendschappelijk   |

### Finland
| Ecuador vs. Finland | Ecuador vs. Finland | Ecuador vs. Finland | Ecuador vs. Finland | Ecuador vs. Finland | Ecuador vs. Finland | Ecuador vs. Finland |
| #                   | №                   | Datum               | Plaats              | Wedstrijd           | Uitslag             | Competitie          |
| ------------------- | ------------------- | ------------------- | ------------------- | ------------------- | ------------------- | ------------------- |
| 1                   | 144.                | 17-02-1985          | Ambato, Ecuador     | Ecuador – Finland   | 3 – 1               | Vriendschappelijk   |

### Frankrijk
| Ecuador vs. Frankrijk | Ecuador vs. Frankrijk | Ecuador vs. Frankrijk | Ecuador vs. Frankrijk | Ecuador vs. Frankrijk | Ecuador vs. Frankrijk | Ecuador vs. Frankrijk |
| #                     | №                     | Datum                 | Plaats                | Wedstrijd             | Uitslag               | Competitie            |
| --------------------- | --------------------- | --------------------- | --------------------- | --------------------- | --------------------- | --------------------- |
| 1                     | 399.                  | 27-05-2008            | Grenoble, Frankrijk   | Frankrijk – Ecuador   | 2 – 0                 | Vriendschappelijk     |

### Griekenland
| Ecuador vs. Griekenland | Ecuador vs. Griekenland | Ecuador vs. Griekenland | Ecuador vs. Griekenland    | Ecuador vs. Griekenland | Ecuador vs. Griekenland | Ecuador vs. Griekenland |
| #                       | №                       | Datum                   | Plaats                     | Wedstrijd               | Uitslag                 | Competitie              |
| ----------------------- | ----------------------- | ----------------------- | -------------------------- | ----------------------- | ----------------------- | ----------------------- |
| 1                       | 433.                    | 07-06-2011              | New York, Verenigde Staten | Ecuador – Griekenland   | 1 – 1                   | Vriendschappelijk       |

### Guatemala
| Ecuador vs. Guatemala | Ecuador vs. Guatemala | Ecuador vs. Guatemala | Ecuador vs. Guatemala     | Ecuador vs. Guatemala | Ecuador vs. Guatemala | Ecuador vs. Guatemala |
| #                     | №                     | Datum                 | Plaats                    | Wedstrijd             | Uitslag               | Competitie            |
| --------------------- | --------------------- | --------------------- | ------------------------- | --------------------- | --------------------- | --------------------- |
| 1                     | 140.                  | 09-12-1984            | Guatemala-Stad, Guatemala | Guatemala – Ecuador   | 1 – 0                 | Vriendschappelijk     |
| 2                     | 192.                  | 24-05-1992            | Guatemala-Stad, Guatemala | Guatemala – Ecuador   | 1 – 1                 | Vriendschappelijk     |
| 3                     | 249.                  | 25-03-1997            | Guatemala-Stad, Guatemala | Guatemala – Ecuador   | 0 – 0                 | Vriendschappelijk     |
| 4                     | 268.                  | 04-02-1999            | Guatemala-Stad, Guatemala | Guatemala – Ecuador   | 0 – 0                 | Vriendschappelijk     |
| 5                     | 274.                  | 04-06-1999            | Edmonton, Canada          | Guatemala – Ecuador   | 1 – 3                 | Canada Cup            |
| 6                     | 312.                  | 12-01-2002            | Guayaquil, Ecuador        | Ecuador – Guatemala   | 1 – 0                 | Vriendschappelijk     |
| 7                     | 332.                  | 20-08-2003            | Ambato, Ecuador           | Ecuador – Guatemala   | 2 – 0                 | Vriendschappelijk     |

### Haïti
| Ecuador vs. Haïti | Ecuador vs. Haïti | Ecuador vs. Haïti | Ecuador vs. Haïti       | Ecuador vs. Haïti | Ecuador vs. Haïti | Ecuador vs. Haïti |
| #                 | №                 | Datum             | Plaats                  | Wedstrijd         | Uitslag           | Competitie        |
| ----------------- | ----------------- | ----------------- | ----------------------- | ----------------- | ----------------- | ----------------- |
| 1                 | 91.               | 12-05-1973        | Port-au-Prince, Haïti   | Haïti – Ecuador   | 1 – 2             | Vriendschappelijk |
| 2                 | 92.               | 15-05-1973        | Port-au-Prince, Haïti   | Haïti – Ecuador   | 1 – 0             | Vriendschappelijk |
| 3                 | 313.              | 20-01-2002        | Miami, Verenigde Staten | Ecuador – Haïti   | 0 – 2             | Gold Cup          |
| 4                 | 398.              | 26-03-2008        | Latacunga, Ecuador      | Ecuador – Haïti   | 3 – 1             | Vriendschappelijk |

### Honduras
| Ecuador vs. Honduras | Ecuador vs. Honduras | Ecuador vs. Honduras | Ecuador vs. Honduras              | Ecuador vs. Honduras | Ecuador vs. Honduras | Ecuador vs. Honduras |
| #                    | №                    | Datum                | Plaats                            | Wedstrijd            | Uitslag              | Competitie           |
| -------------------- | -------------------- | -------------------- | --------------------------------- | -------------------- | -------------------- | -------------------- |
| 1                    | 139.                 | 07-12-1984           | Tegucigalpa, Honduras             | Honduras – Ecuador   | 0 – 0                | Vriendschappelijk    |
| 2                    | 164.                 | 15-06-1988           | Tegucigalpa, Honduras             | Honduras – Ecuador   | 1 – 1                | Vriendschappelijk    |
| 3                    | 165.                 | 17-06-1988           | Tegucigalpa, Honduras             | Honduras – Ecuador   | 0 – 1                | Vriendschappelijk    |
| 4                    | 283.                 | 28-01-2000           | Guayaquil, Ecuador                | Ecuador - Honduras   | 1 – 1                | Vriendschappelijk    |
| 5                    | 284.                 | 29-01-2000           | Tegucigalpa, Honduras             | Honduras – Ecuador   | 1 – 1                | Vriendschappelijk    |
| 6                    | 284.                 | 08-03-2000           | Guayaquil, Ecuador                | Ecuador – Honduras   | 1 – 3                | Vriendschappelijk    |
| 7                    | 303.                 | 07-07-2001           | Miami, Verenigde Staten           | Ecuador – Honduras   | 1 – 1                | Vriendschappelijk    |
| 8                    | 339.                 | 28-04-2004           | Fort Lauderdale, Verenigde Staten | Ecuador – Honduras   | 1 – 1                | Vriendschappelijk    |
| 9                    | 369.                 | 25-01-2006           | Guayaquil, Ecuador                | Ecuador – Honduras   | 1 – 0                | Vriendschappelijk    |
| 10                   | 393.                 | 12-09-2007           | San Pedro Sula, Honduras          | Honduras – Ecuador   | 2 – 1                | Vriendschappelijk    |
| 11                   | 427.                 | 09-02-2011           | La Ceiba, Honduras                | Honduras – Ecuador   | 1 – 1                | Vriendschappelijk    |
| 12                   | 444.                 | 29-02-2012           | Guayaquil, Ecuador                | Ecuador – Honduras   | 2 – 0                | Vriendschappelijk    |

### Ierland
| Ecuador vs. Ierland | Ecuador vs. Ierland | Ecuador vs. Ierland | Ecuador vs. Ierland          | Ecuador vs. Ierland | Ecuador vs. Ierland | Ecuador vs. Ierland     |
| #                   | №                   | Datum               | Plaats                       | Wedstrijd           | Uitslag             | Competitie              |
| ------------------- | ------------------- | ------------------- | ---------------------------- | ------------------- | ------------------- | ----------------------- |
| 1                   | 85.                 | 18-06-1972          | Natal, Brazilië              | Ecuador – Ierland   | 2 – 3               | Brazil Independence Cup |
| 2                   | 384.                | 23-05-2007          | New Jersey, Verenigde Staten | Ecuador – Ierland   | 1 – 1               | Vriendschappelijk       |

### Iran
| Ecuador vs. Iran | Ecuador vs. Iran | Ecuador vs. Iran | Ecuador vs. Iran | Ecuador vs. Iran | Ecuador vs. Iran | Ecuador vs. Iran        |
| #                | №                | Datum            | Plaats           | Wedstrijd        | Uitslag          | Competitie              |
| ---------------- | ---------------- | ---------------- | ---------------- | ---------------- | ---------------- | ----------------------- |
| 1                | 86.              | 21-06-1972       | Recife, Brazilië | Ecuador – Iran   | 1 – 1            | Brazil Independence Cup |
| 2                | 273.             | 02-06-1999       | Edmonton, Canada | Ecuador – Iran   | 1 – 1            | Canada Cup              |
| 3                | 408.             | 17-12-2008       | Muscat, Oman     | Iran – Ecuador   | 0 – 1            | Arabian Gulf Cup        |

### Italië
| Ecuador vs. Italië | Ecuador vs. Italië | Ecuador vs. Italië | Ecuador vs. Italië           | Ecuador vs. Italië | Ecuador vs. Italië | Ecuador vs. Italië |
| #                  | №                  | Datum              | Plaats                       | Wedstrijd          | Uitslag            | Competitie         |
| ------------------ | ------------------ | ------------------ | ---------------------------- | ------------------ | ------------------ | ------------------ |
| 1                  | 321.               | 03-06-2002         | Sapporo, Japan               | Italië – Ecuador   | 2 – 0              | WK-eindronde       |
| 2                  | 361.               | 11-06-2005         | New Jersey, Verenigde Staten | Ecuador – Italië   | 1 – 1              | Vriendschappelijk  |

### Jamaica
| Ecuador vs. Jamaica | Ecuador vs. Jamaica | Ecuador vs. Jamaica | Ecuador vs. Jamaica        | Ecuador vs. Jamaica | Ecuador vs. Jamaica | Ecuador vs. Jamaica |
| #                   | №                   | Datum               | Plaats                     | Wedstrijd           | Uitslag             | Competitie          |
| ------------------- | ------------------- | ------------------- | -------------------------- | ------------------- | ------------------- | ------------------- |
| 1                   | 242.                | 04-10-1996          | Quito, Ecuador             | Ecuador – Jamaica   | 2 – 1               | Vriendschappelijk   |
| 2                   | 415.                | 12-08-2009          | New York, Verenigde Staten | Ecuador – Jamaica   | 0 – 0               | Vriendschappelijk   |
| 3                   | 438.                | 02-09-2011          | Quito, Ecuador             | Ecuador – Jamaica   | 5 – 2               | Vriendschappelijk   |

### Japan
| Ecuador vs. Japan | Ecuador vs. Japan | Ecuador vs. Japan | Ecuador vs. Japan | Ecuador vs. Japan | Ecuador vs. Japan | Ecuador vs. Japan |
| #                 | №                 | Datum             | Plaats            | Wedstrijd         | Uitslag           | Competitie        |
| ----------------- | ----------------- | ----------------- | ----------------- | ----------------- | ----------------- | ----------------- |
| 1                 | 220.              | 28-05-1995        | Tokio, Japan      | Japan – Ecuador   | 3 – 0             | Kirin Cup         |
| 2                 | 235.              | 06-03-1996        | Gifu, Japan       | Japan – Ecuador   | 0 – 1             | Vriendschappelijk |
| 3                 | 371.              | 30-03-2006        | Oita, Japan       | Japan – Ecuador   | 1 – 0             | Vriendschappelijk |

### Jordanië
| Ecuador vs. Jordanië | Ecuador vs. Jordanië | Ecuador vs. Jordanië | Ecuador vs. Jordanië | Ecuador vs. Jordanië | Ecuador vs. Jordanië | Ecuador vs. Jordanië |
| #                    | №                    | Datum                | Plaats               | Wedstrijd            | Uitslag              | Competitie           |
| -------------------- | -------------------- | -------------------- | -------------------- | -------------------- | -------------------- | -------------------- |
| 1                    | 348.                 | 20-10-2004           | Tripoli, Libië       | Jordanië – Ecuador   | 3 – 0                | LG Cup               |

### Koeweit
| Ecuador vs. Koeweit | Ecuador vs. Koeweit | Ecuador vs. Koeweit | Ecuador vs. Koeweit   | Ecuador vs. Koeweit | Ecuador vs. Koeweit | Ecuador vs. Koeweit |
| #                   | №                   | Datum               | Plaats                | Wedstrijd           | Uitslag             | Competitie          |
| ------------------- | ------------------- | ------------------- | --------------------- | ------------------- | ------------------- | ------------------- |
| 1                   | 233.                | 23-02-1996          | Koeweit-Stad, Koeweit | Koeweit – Ecuador   | 0 – 3               | Vriendschappelijk   |

### Kroatië
| Ecuador vs. Kroatië | Ecuador vs. Kroatië | Ecuador vs. Kroatië | Ecuador vs. Kroatië | Ecuador vs. Kroatië | Ecuador vs. Kroatië | Ecuador vs. Kroatië |
| #                   | №                   | Datum               | Plaats              | Wedstrijd           | Uitslag             | Competitie          |
| ------------------- | ------------------- | ------------------- | ------------------- | ------------------- | ------------------- | ------------------- |
| 1                   | 230.                | 13-06-2002          | Yokohama, Japan     | Ecuador – Kroatië   | 1 – 0               | WK-eindronde        |

### Libanon
| Ecuador vs. Libanon | Ecuador vs. Libanon | Ecuador vs. Libanon | Ecuador vs. Libanon | Ecuador vs. Libanon | Ecuador vs. Libanon | Ecuador vs. Libanon |
| #                   | №                   | Datum               | Plaats              | Wedstrijd           | Uitslag             | Competitie          |
| ------------------- | ------------------- | ------------------- | ------------------- | ------------------- | ------------------- | ------------------- |
| 1                   | 230.                | 11-02-1996          | Beiroet, Libanon    | Libanon – Ecuador   | 1 – 0               | Vriendschappelijk   |

### Macedonië
| Ecuador vs. Macedonië | Ecuador vs. Macedonië | Ecuador vs. Macedonië | Ecuador vs. Macedonië | Ecuador vs. Macedonië | Ecuador vs. Macedonië | Ecuador vs. Macedonië |
| #                     | №                     | Datum                 | Plaats                | Wedstrijd             | Uitslag               | Competitie            |
| --------------------- | --------------------- | --------------------- | --------------------- | --------------------- | --------------------- | --------------------- |
| 1                     | 373.                  | 28-05-2006            | Madrid, Spanje        | Macedonië – Ecuador   | 2 – 1                 | Vriendschappelijk     |

### Mexico
| Ecuador vs. Mexico | Ecuador vs. Mexico | Ecuador vs. Mexico | Ecuador vs. Mexico            | Ecuador vs. Mexico | Ecuador vs. Mexico | Ecuador vs. Mexico |
| #                  | №                  | Datum              | Plaats                        | Wedstrijd          | Uitslag            | Competitie         |
| ------------------ | ------------------ | ------------------ | ----------------------------- | ------------------ | ------------------ | ------------------ |
| 1                  | 138.               | 04-12-1984         | Los Angeles, Verenigde Staten | Mexico – Ecuador   | 4 – 2              | Vriendschappelijk  |
| 2                  | 205.               | 30-06-1993         | Quito, Ecuador                | Ecuador – Mexico   | 0 – 2              | Copa América       |
| 3                  | 244.               | 23-10-1996         | Oakland, Verenigde Staten     | Mexico – Ecuador   | 0 – 1              | Vriendschappelijk  |
| 4                  | 247.               | 05-02-1997         | Mexico City, Mexico           | Mexico – Ecuador   | 3 – 1              | Vriendschappelijk  |
| 5                  | 257.               | 22-06-1997         | Cochabamba, Bolivia           | Mexico – Ecuador   | 1 – 1              | Copa América       |
| 6                  | 271.               | 14-04-1999         | Monterrey, Mexico             | Mexico – Ecuador   | 0 – 0              | Vriendschappelijk  |
| 7                  | 282.               | 27-10-1999         | Los Angeles, Verenigde Staten | Mexico – Ecuador   | 0 – 0              | Vriendschappelijk  |
| 8                  | 295.               | 20-09-2000         | San Diego, Verenigde Staten   | Mexico – Ecuador   | 2 – 0              | Vriendschappelijk  |
| 9                  | 322.               | 09-06-2002         | Miyagi, Japan                 | Mexico – Ecuador   | 2 – 1              | WK-eindronde       |
| 10                 | 337.               | 10-03-2004         | Aguascalientes, Mexico        | Mexico – Ecuador   | 2 – 1              | Vriendschappelijk  |
| 11                 | 344.               | 13-07-2004         | Piura, Peru                   | Ecuador – Mexico   | 1 – 2              | Copa América       |
| 12                 | 350.               | 27-10-2004         | New York, Verenigde Staten    | Mexico – Ecuador   | 2 – 1              | Vriendschappelijk  |
| 13                 | 383.               | 28-03-2007         | Oakland, Verenigde Staten     | Mexico – Ecuador   | 4 – 2              | Vriendschappelijk  |
| 14                 | 389.               | 01-07-2007         | Maturín, Venezuela            | Ecuador – Mexico   | 1 – 2              | Copa América       |
| 15                 | 407.               | 12-11-2008         | Phoenix, Verenigde Staten     | Mexico – Ecuador   | 2 – 1              | Vriendschappelijk  |
| 16                 | 420.               | 07-05-2010         | New Jersey, Verenigde Staten  | Mexico – Ecuador   | 0 – 0              | Vriendschappelijk  |
| 17                 | 422.               | 04-09-2010         | Zapopan, Mexico               | Mexico – Ecuador   | 1 – 2              | Vriendschappelijk  |
| 18                 | 431.               | 28-05-2011         | Seattle, Verenigde Staten     | Mexico – Ecuador   | 1 – 1              | Vriendschappelijk  |

### Nederland
| Ecuador vs. Nederland | Ecuador vs. Nederland | Ecuador vs. Nederland | Ecuador vs. Nederland | Ecuador vs. Nederland | Ecuador vs. Nederland | Ecuador vs. Nederland |
| #                     | №                     | Datum                 | Plaats                | Wedstrijd             | Uitslag               | Competitie            |
| --------------------- | --------------------- | --------------------- | --------------------- | --------------------- | --------------------- | --------------------- |
| 1                     | 370.                  | 01-03-2006            | Amsterdam, Nederland  | Nederland – Ecuador   | 1 – 0                 | Vriendschappelijk     |

### Nigeria
| Ecuador vs. Nigeria | Ecuador vs. Nigeria | Ecuador vs. Nigeria | Ecuador vs. Nigeria | Ecuador vs. Nigeria | Ecuador vs. Nigeria | Ecuador vs. Nigeria |
| #                   | №                   | Datum               | Plaats              | Wedstrijd           | Uitslag             | Competitie          |
| ------------------- | ------------------- | ------------------- | ------------------- | ------------------- | ------------------- | ------------------- |
| 1                   | 349.                | 22-10-2004          | Tripoli, Libië      | Nigeria – Ecuador   | 2 – 2               | LG Cup              |

### Oeganda
| Ecuador vs. Oeganda | Ecuador vs. Oeganda | Ecuador vs. Oeganda | Ecuador vs. Oeganda | Ecuador vs. Oeganda | Ecuador vs. Oeganda | Ecuador vs. Oeganda |
| #                   | №                   | Datum               | Plaats              | Wedstrijd           | Uitslag             | Competitie          |
| ------------------- | ------------------- | ------------------- | ------------------- | ------------------- | ------------------- | ------------------- |
| 1                   | 368.                | 29-12-2005          | Cairo, Egypte       | Oeganda – Ecuador   | 2 – 1               | Cairo LG Cup        |

### Oman
| Ecuador vs. Oman | Ecuador vs. Oman | Ecuador vs. Oman | Ecuador vs. Oman      | Ecuador vs. Oman | Ecuador vs. Oman | Ecuador vs. Oman  |
| #                | №                | Datum            | Plaats                | Wedstrijd        | Uitslag          | Competitie        |
| ---------------- | ---------------- | ---------------- | --------------------- | ---------------- | ---------------- | ----------------- |
| 1                | 231.             | 16-02-1996       | Riyadh, Saoedi-Arabië | Oman – Ecuador   | 0 – 2            | Vriendschappelijk |
| 2                | 409.             | 19-12-2008       | Muscat, Oman          | Oman – Ecuador   | 2 – 0            | Arabian Gulf Cup  |

### Oost-Duitsland
| Ecuador vs. Duitse Democratische Republiek | Ecuador vs. Duitse Democratische Republiek | Ecuador vs. Duitse Democratische Republiek | Ecuador vs. Duitse Democratische Republiek | Ecuador vs. Duitse Democratische Republiek | Ecuador vs. Duitse Democratische Republiek | Ecuador vs. Duitse Democratische Republiek |
| #                                          | №                                          | Datum                                      | Plaats                                     | Wedstrijd                                  | Uitslag                                    | Competitie                                 |
| ------------------------------------------ | ------------------------------------------ | ------------------------------------------ | ------------------------------------------ | ------------------------------------------ | ------------------------------------------ | ------------------------------------------ |
| 1                                          | 87.                                        | 18-02-1973                                 | Quito, Ecuador                             | Ecuador – Oost-Duitsland                   | 1 – 1                                      | Vriendschappelijk                          |
| 2                                          | 142.                                       | 06-02-1985                                 | Guayaquil, Ecuador                         | Ecuador – Oost-Duitsland                   | 2 – 3                                      | Vriendschappelijk                          |
| 3                                          | 143.                                       | 10-02-1985                                 | Quito, Ecuador                             | Ecuador – Oost-Duitsland                   | 3 – 2                                      | Vriendschappelijk                          |

### Panama
| Ecuador vs. Panama | Ecuador vs. Panama | Ecuador vs. Panama | Ecuador vs. Panama  | Ecuador vs. Panama | Ecuador vs. Panama | Ecuador vs. Panama |
| #                  | №                  | Datum              | Plaats              | Wedstrijd          | Uitslag            | Competitie         |
| ------------------ | ------------------ | ------------------ | ------------------- | ------------------ | ------------------ | ------------------ |
| 1                  | 288.               | 25-06-2000         | Quito, Ecuador      | Ecuador – Panama   | 5 – 0              | Vriendschappelijk  |
| 2                  | 292.               | 11-08-2000         | Panama-Stad, Panama | Panama – Ecuador   | 0 – 0              | Vriendschappelijk  |
| 3                  | 352.               | 26-01-2005         | Ambato, Ecuador     | Ecuador – Panama   | 2 – 0              | Vriendschappelijk  |
| 4                  | 353.               | 29-01-2005         | Babahoyo, Ecuador   | Ecuador – Panama   | 2 – 0              | Vriendschappelijk  |

### Paraguay
| Ecuador vs. Paraguay | Ecuador vs. Paraguay | Ecuador vs. Paraguay | Ecuador vs. Paraguay         | Ecuador vs. Paraguay | Ecuador vs. Paraguay | Ecuador vs. Paraguay |
| #                    | №                    | Datum                | Plaats                       | Wedstrijd            | Uitslag              | Competitie           |
| -------------------- | -------------------- | -------------------- | ---------------------------- | -------------------- | -------------------- | -------------------- |
| 1                    | 9.                   | 12-02-1939           | Lima, Peru                   | Paraguay – Ecuador   | 3 – 1                | Copa América         |
| 2                    | 16.                  | 25-01-1942           | Montevideo, Uruguay          | Ecuador – Paraguay   | 1 – 3                | Copa América         |
| 3                    | 32.                  | 29-12-1947           | Guayaquil, Ecuador           | Ecuador – Paraguay   | 0 – 4                | Copa América         |
| 4                    | 34.                  | 10-04-1949           | Rio de Janeiro, Brazilië     | Paraguay – Ecuador   | 1 – 0                | Copa América         |
| 5                    | 41.                  | 04-03-1953           | Lima, Peru                   | Ecuador – Paraguay   | 0 – 0                | Copa América         |
| 6                    | 49.                  | 16-03-1955           | Santiago, Chili              | Paraguay – Ecuador   | 2 – 0                | Copa América         |
| 7                    | 60.                  | 25-12-1959           | Guayaquil, Ecuador           | Ecuador – Paraguay   | 3 – 1                | Copa América         |
| 8                    | 65.                  | 14-03-1963           | La Paz, Bolivia              | Ecuador – Paraguay   | 1 – 3                | Copa América         |
| 9                    | 75.                  | 21-12-1966           | Guayaquil, Ecuador           | Ecuador – Paraguay   | 2 – 2                | Copa América         |
| 10                   | 76.                  | 28-12-1966           | Asunción, Paraguay           | Paraguay – Ecuador   | 3 – 1                | Copa América         |
| 11                   | 101.                 | 24-07-1975           | Guayaquil, Ecuador           | Ecuador – Paraguay   | 2 – 2                | Copa América         |
| 12                   | 104.                 | 10-08-1975           | Asunción, Paraguay           | Paraguay – Ecuador   | 3 – 1                | Copa América         |
| 13                   | 107.                 | 09-01-1977           | Asunción, Paraguay           | Paraguay – Ecuador   | 2 – 0                | Vriendschappelijk    |
| 14                   | 111.                 | 13-02-1977           | Quito, Ecuador               | Ecuador – Paraguay   | 2 – 1                | Vriendschappelijk    |
| 15                   | 120.                 | 29-08-1979           | Quito, Ecuador               | Ecuador – Paraguay   | 1 – 2                | Copa América         |
| 16                   | 122.                 | 13-09-1979           | Asunción, Paraguay           | Paraguay – Ecuador   | 2 – 0                | Copa América         |
| 17                   | 126.                 | 17-05-1981           | Guayaquil, Ecuador           | Ecuador – Paraguay   | 1 – 0                | WK-kwalificatie      |
| 18                   | 128.                 | 31-05-1981           | Asunción, Paraguay           | Paraguay – Ecuador   | 3 – 1                | WK-kwalificatie      |
| 19                   | 166.                 | 07-09-1988           | Guayaquil, Ecuador           | Ecuador – Paraguay   | 1 – 5                | Vriendschappelijk    |
| 20                   | 182.                 | 10-09-1989           | Asunción, Paraguay           | Paraguay – Ecuador   | 2 – 1                | WK-kwalificatie      |
| 21                   | 183.                 | 24-09-1989           | Guayaquil, Ecuador           | Ecuador – Paraguay   | 3 – 1                | WK-kwalificatie      |
| 22                   | 204.                 | 26-06-1993           | Quito, Ecuador               | Ecuador – Paraguay   | 3 – 0                | Copa América         |
| 23                   | 224.                 | 30-06-1995           | Asunción, Paraguay           | Paraguay – Ecuador   | 1 – 0                | Vriendschappelijk    |
| 24                   | 245.                 | 10-11-1996           | Asunción, Paraguay           | Paraguay – Ecuador   | 1 – 0                | WK-kwalificatie      |
| 25                   | 255.                 | 14-06-1997           | Cochabamba, Bolivia          | Ecuador – Paraguay   | 2 – 0                | Copa América         |
| 26                   | 261.                 | 20-08-1997           | Quito, Ecuador               | Ecuador – Paraguay   | 2 – 1                | WK-kwalificatie      |
| 27                   | 287.                 | 03-06-2000           | Asunción, Paraguay           | Paraguay – Ecuador   | 3 – 1                | WK-kwalificatie      |
| 28                   | 299.                 | 24-04-2001           | Quito, Ecuador               | Ecuador – Paraguay   | 2 – 1                | WK-kwalificatie      |
| 29                   | 335.                 | 15-11-2003           | Asunción, Paraguay           | Paraguay – Ecuador   | 2 – 1                | WK-kwalificatie      |
| 30                   | 356.                 | 27-03-2005           | Quito, Ecuador               | Ecuador – Paraguay   | 5 – 2                | WK-kwalificatie      |
| 31                   | 358.                 | 04-05-2005           | New Jersey, Verenigde Staten | Ecuador – Paraguay   | 1 – 0                | Vriendschappelijk    |
| 32                   | 396.                 | 17-11-2007           | Asunción, Paraguay           | Paraguay – Ecuador   | 5 – 1                | WK-kwalificatie      |
| 33                   | 411.                 | 01-04-2009           | Quito, Ecuador               | Ecuador – Paraguay   | 1 – 1                | WK-kwalificatie      |
| 34                   | 434.                 | 03-07-2011           | Santa Fe, Argentinië         | Ecuador – Paraguay   | 0 – 0                | Copa América         |
| 35                   | 442.                 | 11-11-2011           | Asunción, Paraguay           | Paraguay – Ecuador   | 2 – 1                | WK-kwalificatie      |

### Peru
| Ecuador vs. Peru | Ecuador vs. Peru | Ecuador vs. Peru | Ecuador vs. Peru             | Ecuador vs. Peru | Ecuador vs. Peru | Ecuador vs. Peru    |
| #                | №                | Datum            | Plaats                       | Wedstrijd        | Uitslag          | Competitie          |
| ---------------- | ---------------- | ---------------- | ---------------------------- | ---------------- | ---------------- | ------------------- |
| 1                | 3.               | 11-08-1938       | Bogota, Colombia             | Ecuador – Peru   | 1 – 9            | Juegos Bolivarianos |
| 2                | 6.               | 15-01-1939       | Lima, Peru                   | Peru – Ecuador   | 5 – 2            | Copa América        |
| 3                | 13.              | 23-02-1941       | Santiago, Chili              | Ecuador – Peru   | 0 – 4            | Copa América        |
| 4                | 17.              | 28-01-1942       | Montevideo, Uruguay          | Ecuador – Peru   | 1 – 2            | Copa América        |
| 5                | 30.              | 20-12-1947       | Guayaquil, Ecuador           | Ecuador – Peru   | 0 – 0            | Copa América        |
| 6                | 48.              | 13-03-1955       | Santiago, Chili              | Ecuador – Peru   | 2 – 4            | Copa América        |
| 7                | 37.              | 20-04-1949       | Rio de Janeiro, Brazilië     | Ecuador – Peru   | 0 – 4            | Copa América        |
| 8                | 40.              | 28-02-1953       | Lima, Peru                   | Peru – Ecuador   | 1 – 0            | Copa América        |
| 9                | 52.              | 10-03-1957       | Lima, Peru                   | Peru – Ecuador   | 2 – 1            | Copa América        |
| 10               | 66.              | 17-03-1963       | La Paz, Bolivia              | Ecuador – Peru   | 1 – 2            | Copa América        |
| 11               | 97.              | 22-06-1975       | Quito, Ecuador               | Ecuador – Peru   | 6 – 0            | Vriendschappelijk   |
| 12               | 98.              | 25-06-1975       | Guayaquil, Ecuador           | Ecuador – Peru   | 1 – 0            | Vriendschappelijk   |
| 13               | 99.              | 01-07-1975       | Lima, Peru                   | Peru – Ecuador   | 1 – 0            | Vriendschappelijk   |
| 14               | 112.             | 20-02-1977       | Quito, Ecuador               | Ecuador – Peru   | 1 – 1            | WK-kwalificatie     |
| 15               | 114.             | 12-03-1977       | Lima, Peru                   | Peru – Ecuador   | 4 – 0            | WK-kwalificatie     |
| 16               | 118.             | 11-07-1979       | Lima, Peru                   | Peru – Ecuador   | 2 – 1            | Vriendschappelijk   |
| 17               | 119.             | 08-08-1979       | Quito, Ecuador               | Ecuador – Peru   | 2 – 1            | Vriendschappelijk   |
| 18               | 149.             | 21-03-1985       | Lima, Peru                   | Peru – Ecuador   | 1 – 0            | Vriendschappelijk   |
| 19               | 160.             | 04-07-1987       | Buenos Aires, Argentinië     | Ecuador – Peru   | 1 – 1            | Copa América        |
| 20               | 175.             | 20-06-1989       | Port of Spain, Trinidad      | Ecuador – Peru   | 1 – 2            | Soccer Bowl         |
| 21               | 184.             | 06-06-1991       | Lima, Peru                   | Peru – Ecuador   | 0 – 1            | Vriendschappelijk   |
| 22               | 186.             | 25-06-1991       | Guayaquil, Ecuador           | Ecuador – Peru   | 2 – 2            | Vriendschappelijk   |
| 23               | 196.             | 24-11-1992       | Lima, Peru                   | Peru – Ecuador   | 1 – 1            | Vriendschappelijk   |
| 24               | 199.             | 30-05-1993       | Quito, Ecuador               | Ecuador – Peru   | 1 – 0            | Vriendschappelijk   |
| 25               | 217.             | 17-08-1994       | Lima, Peru                   | Peru – Ecuador   | 2 – 0            | Vriendschappelijk   |
| 26               | 218.             | 21-09-1994       | Machala, Colombia            | Ecuador – Peru   | 0 – 0            | Vriendschappelijk   |
| 27               | 227.             | 13-07-1995       | Rivera, Uruguay              | Ecuador – Peru   | 2 – 1            | Copa América        |
| 28               | 236.             | 24-04-1996       | Guayaquil, Ecuador           | Ecuador – Peru   | 4 – 1            | WK-kwalificatie     |
| 29               | 250.             | 02-04-1997       | Lima, Peru                   | Peru – Ecuador   | 1 – 1            | WK-kwalificatie     |
| 30               | 269.             | 10-02-1999       | Lima, Peru                   | Peru – Ecuador   | 1 – 2            | Vriendschappelijk   |
| 31               | 270.             | 17-02-1999       | Guayaquil, Ecuador           | Ecuador – Peru   | 1 – 2            | Vriendschappelijk   |
| 32               | 289.             | 29-06-2000       | Quito, Ecuador               | Ecuador – Peru   | 2 – 1            | WK-kwalificatie     |
| 33               | 300.             | 02-06-2001       | Lima, Peru                   | Peru – Ecuador   | 1 – 2            | WK-kwalificatie     |
| 34               | 331.             | 11-06-2003       | New York, Verenigde Staten   | Ecuador – Peru   | 2 – 2            | Vriendschappelijk   |
| 35               | 336.             | 19-11-2003       | Quito, Ecuador               | Ecuador – Peru   | 0 – 0            | WK-kwalificatie     |
| 36               | 357.             | 30-03-2005       | Lima, Peru                   | Peru – Ecuador   | 2 – 2            | WK-kwalificatie     |
| 37               | 378.             | 06-09-2006       | New Jersey, Verenigde Staten | Ecuador – Peru   | 1 – 1            | Vriendschappelijk   |
| 38               | 385.             | 03-06-2007       | Madrid, Spanje               | Ecuador – Peru   | 1 – 2            | Vriendschappelijk   |
| 39               | 386.             | 06-06-2007       | Barcelona, Spanje            | Ecuador – Peru   | 2 – 0            | Vriendschappelijk   |
| 40               | 397.             | 21-11-2007       | Quito, Ecuador               | Ecuador – Peru   | 5 – 1            | WK-kwalificatie     |
| 41               | 413.             | 07-06-2009       | Lima, Peru                   | Peru – Ecuador   | 1 – 2            | WK-kwalificatie     |
| 42               | 429.             | 29-03-2011       | Den Haag, Nederland          | Ecuador – Peru   | 0 – 0            | Vriendschappelijk   |
| 43               | 443.             | 15-11-2011       | Quito, Ecuador               | Ecuador – Peru   | 2 – 0            | WK-kwalificatie     |

### Polen
| Ecuador vs. Polen | Ecuador vs. Polen | Ecuador vs. Polen | Ecuador vs. Polen        | Ecuador vs. Polen | Ecuador vs. Polen | Ecuador vs. Polen |
| #                 | №                 | Datum             | Plaats                   | Wedstrijd         | Uitslag           | Competitie        |
| ----------------- | ----------------- | ----------------- | ------------------------ | ----------------- | ----------------- | ----------------- |
| 1                 | 366.              | 13-11-2005        | Barcelona, Spanje        | Polen – Ecuador   | 3 – 0             | Vriendschappelijk |
| 2                 | 374.              | 09-06-2006        | Gelsenkirchen, Duitsland | Polen – Ecuador   | 0 – 2             | WK-eindronde      |
| 3                 | 425.              | 12-10-2010        | Montreal, Canada         | Ecuador – Polen   | 2 – 2             | Vriendschappelijk |

### Portugal
| Ecuador vs. Portugal | Ecuador vs. Portugal | Ecuador vs. Portugal | Ecuador vs. Portugal | Ecuador vs. Portugal | Ecuador vs. Portugal | Ecuador vs. Portugal    |
| #                    | №                    | Datum                | Plaats               | Wedstrijd            | Uitslag              | Competitie              |
| -------------------- | -------------------- | -------------------- | -------------------- | -------------------- | -------------------- | ----------------------- |
| 1                    | 83.                  | 11-06-1972           | Natal, Brazilië      | Ecuador – Portugal   | 0 – 3                | Brazil Independence Cup |

### Qatar
| Ecuador vs. Qatar | Ecuador vs. Qatar | Ecuador vs. Qatar | Ecuador vs. Qatar | Ecuador vs. Qatar | Ecuador vs. Qatar | Ecuador vs. Qatar |
| #                 | №                 | Datum             | Plaats            | Wedstrijd         | Uitslag           | Competitie        |
| ----------------- | ----------------- | ----------------- | ----------------- | ----------------- | ----------------- | ----------------- |
| 1                 | 232.              | 18-02-1996        | Doha, Qatar       | Qatar – Ecuador   | 1 – 1             | Vriendschappelijk |
| 2                 | 234.              | 25-02-1996        | Doha, Qatar       | Qatar – Ecuador   | 1 – 2             | Vriendschappelijk |

### Roemenië
| Ecuador vs. Roemenië | Ecuador vs. Roemenië | Ecuador vs. Roemenië | Ecuador vs. Roemenië | Ecuador vs. Roemenië | Ecuador vs. Roemenië | Ecuador vs. Roemenië |
| #                    | №                    | Datum                | Plaats               | Wedstrijd            | Uitslag              | Competitie           |
| -------------------- | -------------------- | -------------------- | -------------------- | -------------------- | -------------------- | -------------------- |
| 1                    | 198.                 | 31-01-1993           | Guayaquil, Ecuador   | Ecuador – Roemenië   | 3 – 0                | Vriendschappelijk    |

### Schotland
| Ecuador vs. Schotland | Ecuador vs. Schotland | Ecuador vs. Schotland | Ecuador vs. Schotland | Ecuador vs. Schotland | Ecuador vs. Schotland | Ecuador vs. Schotland |
| #                     | №                     | Datum                 | Plaats                | Wedstrijd             | Uitslag               | Competitie            |
| --------------------- | --------------------- | --------------------- | --------------------- | --------------------- | --------------------- | --------------------- |
| 1                     | 219.                  | 24-05-1995            | Toyama, Japan         | Schotland – Ecuador   | 2 – 1                 | Kirin Cup             |

### Senegal
| Ecuador vs. Senegal | Ecuador vs. Senegal | Ecuador vs. Senegal | Ecuador vs. Senegal | Ecuador vs. Senegal | Ecuador vs. Senegal | Ecuador vs. Senegal |
| #                   | №                   | Datum               | Plaats              | Wedstrijd           | Uitslag             | Competitie          |
| ------------------- | ------------------- | ------------------- | ------------------- | ------------------- | ------------------- | ------------------- |
| 1                   | 320.                | 23-05-2002          | Tottori, Japan      | Senegal – Ecuador   | 1 – 0               | Vriendschappelijk   |
| 2                   | 367.                | 27-12-2005          | Cairo, Egypte       | Senegal – Ecuador   | 2 – 1               | Vriendschappelijk   |

### Servië en Montenegro
| Ecuador vs. Servië en Montenegro | Ecuador vs. Servië en Montenegro | Ecuador vs. Servië en Montenegro | Ecuador vs. Servië en Montenegro | Ecuador vs. Servië en Montenegro | Ecuador vs. Servië en Montenegro | Ecuador vs. Servië en Montenegro |
| #                                | №                                | Datum                            | Plaats                           | Wedstrijd                        | Uitslag                          | Competitie                       |
| -------------------------------- | -------------------------------- | -------------------------------- | -------------------------------- | -------------------------------- | -------------------------------- | -------------------------------- |
| 1                                | 319.                             | 08-05-2002                       | New Jersey, Verenigde Staten     | Ecuador – Servië en Montenegro   | 1 – 0                            | Vriendschappelijk                |

### Spanje
| Ecuador vs. Spanje | Ecuador vs. Spanje | Ecuador vs. Spanje | Ecuador vs. Spanje | Ecuador vs. Spanje | Ecuador vs. Spanje | Ecuador vs. Spanje |
| #                  | №                  | Datum              | Plaats             | Wedstrijd          | Uitslag            | Competitie         |
| ------------------ | ------------------ | ------------------ | ------------------ | ------------------ | ------------------ | ------------------ |
| 1                  | 329.               | 30-04-2003         | Madrid, Spanje     | Spanje – Ecuador   | 4 – 0              | Vriendschappelijk  |

### Turkije
| Ecuador vs. Turkije | Ecuador vs. Turkije | Ecuador vs. Turkije | Ecuador vs. Turkije | Ecuador vs. Turkije | Ecuador vs. Turkije | Ecuador vs. Turkije |
| #                   | №                   | Datum               | Plaats              | Wedstrijd           | Uitslag             | Competitie          |
| ------------------- | ------------------- | ------------------- | ------------------- | ------------------- | ------------------- | ------------------- |
| 1                   | 315.                | 12-02-2002          | Breda, Nederland    | Turkije – Ecuador   | 0 – 1               | Vriendschappelijk   |

### Uruguay
| Ecuador vs. Uruguay | Ecuador vs. Uruguay | Ecuador vs. Uruguay | Ecuador vs. Uruguay      | Ecuador vs. Uruguay | Ecuador vs. Uruguay | Ecuador vs. Uruguay |
| #                   | №                   | Datum               | Plaats                   | Wedstrijd           | Uitslag             | Competitie          |
| ------------------- | ------------------- | ------------------- | ------------------------ | ------------------- | ------------------- | ------------------- |
| 1                   | 7.                  | 22-01-1939          | Lima, Peru               | Ecuador – Uruguay   | 0 – 6               | Copa América        |
| 2                   | 11.                 | 09-02-1941          | Santiago, Chili          | Ecuador – Uruguay   | 0 – 6               | Copa América        |
| 3                   | 14.                 | 18-01-1942          | Montevideo, Uruguay      | Uruguay – Ecuador   | 7 – 0               | Copa América        |
| 4                   | 21.                 | 24-01-1945          | Santiago, Chili          | Ecuador – Uruguay   | 1 – 5               | Copa América        |
| 5                   | 29.                 | 16-12-1947          | Guayaquil, Ecuador       | Ecuador – Uruguay   | 1 – 6               | Copa América        |
| 6                   | 35.                 | 13-04-1949          | Rio de Janeiro, Brazilië | Ecuador – Uruguay   | 2 – 3               | Copa América        |
| 7                   | 45.                 | 23-03-1953          | Lima, Peru               | Ecuador – Uruguay   | 0 – 6               | Copa América        |
| 8                   | 50.                 | 23-03-1955          | Santiago, Chili          | Ecuador – Uruguay   | 1 – 5               | Copa América        |
| 9                   | 51.                 | 07-03-1957          | Lima, Peru               | Ecuador – Uruguay   | 2 – 5               | Copa América        |
| 10                  | 57.                 | 06-12-1959          | Guayaquil, Ecuador       | Ecuador – Uruguay   | 0 – 4               | Copa América        |
| 11                  | 78.                 | 06-07-1969          | Guayaquil, Ecuador       | Ecuador – Uruguay   | 0 – 2               | WK-kwalificatie     |
| 12                  | 79.                 | 20-07-1969          | Montevideo, Uruguay      | Uruguay – Ecuador   | 1 – 0               | WK-kwalificatie     |
| 13                  | 95.                 | 01-07-1973          | Guayaquil, Ecuador       | Ecuador – Uruguay   | 1 – 2               | WK-kwalificatie     |
| 14                  | 96.                 | 08-07-1973          | Montevideo, Uruguay      | Uruguay – Ecuador   | 4 – 0               | WK-kwalificatie     |
| 15                  | 105.                | 20-10-1976          | Guayaquil, Ecuador       | Ecuador – Uruguay   | 2 – 2               | Vriendschappelijk   |
| 16                  | 106.                | 04-01-1977          | Montevideo, Uruguay      | Uruguay – Ecuador   | 1 – 1               | Vriendschappelijk   |
| 17                  | 121.                | 05-09-1979          | Guayaquil, Ecuador       | Ecuador – Uruguay   | 2 – 1               | Copa América        |
| 18                  | 123.                | 16-09-1979          | Montevideo, Uruguay      | Uruguay – Ecuador   | 2 – 1               | Copa América        |
| 19                  | 147.                | 10-03-1985          | Montevideo, Uruguay      | Uruguay – Ecuador   | 2 – 1               | WK-kwalificatie     |
| 20                  | 150.                | 31-03-1985          | Quito, Ecuador           | Ecuador – Uruguay   | 0 – 2               | WK-kwalificatie     |
| 21                  | 157.                | 19-06-1987          | Montevideo, Uruguay      | Uruguay – Ecuador   | 2 – 1               | Vriendschappelijk   |
| 22                  | 168.                | 27-09-1988          | Asunción, Paraguay       | Ecuador – Uruguay   | 1 – 2               | Boqueron Cup        |
| 23                  | 173.                | 03-05-1989          | Montevideo, Uruguay      | Uruguay – Ecuador   | 3 – 1               | Vriendschappelijk   |
| 24                  | 174.                | 23-05-1989          | Quito, Ecuador           | Ecuador – Uruguay   | 1 – 1               | Vriendschappelijk   |
| 25                  | 176.                | 02-07-1989          | Goîana, Brazilië         | Ecuador – Uruguay   | 1 – 0               | Copa América        |
| 26                  | 189.                | 09-07-1991          | Viña del Mar, Chili      | Ecuador – Uruguay   | 1 – 1               | Copa América        |
| 27                  | 194.                | 04-07-1992          | Montevideo, Uruguay      | Uruguay – Ecuador   | 3 – 1               | Vriendschappelijk   |
| 28                  | 203.                | 22-06-1993          | Quito, Ecuador           | Ecuador – Uruguay   | 2 – 1               | Copa América        |
| 29                  | 208.                | 01-08-1993          | Montevideo, Uruguay      | Uruguay – Ecuador   | 0 – 0               | WK-kwalificatie     |
| 30                  | 212.                | 05-09-1993          | Guayaquil, Ecuador       | Ecuador – Uruguay   | 0 – 1               | WK-kwalificatie     |
| 31                  | 248.                | 12-02-1997          | Quito, Ecuador           | Ecuador – Uruguay   | 4 – 0               | WK-kwalificatie     |
| 32                  | 264.                | 16-11-1997          | Maldonado, Uruguay       | Uruguay – Ecuador   | 5 – 3               | WK-kwalificatie     |
| 33                  | 279.                | 04-07-1999          | Luque, Paraguay          | Ecuador – Uruguay   | 1 – 2               | Copa América        |
| 34                  | 281.                | 12-10-1999          | Montevideo, Uruguay      | Uruguay – Ecuador   | 0 – 0               | Vriendschappelijk   |
| 35                  | 294.                | 03-09-2000          | Montevideo, Uruguay      | Uruguay – Ecuador   | 4 – 0               | WK-kwalificatie     |
| 36                  | 310.                | 07-11-2001          | Quito, Ecuador           | Ecuador – Uruguay   | 1 – 1               | WK-kwalificatie     |
| 37                  | 343.                | 10-07-2004          | Chiclayo, Peru           | Ecuador – Uruguay   | 1 – 2               | Copa América        |
| 38                  | 345.                | 05-09-2004          | Montevideo, Uruguay      | Uruguay – Ecuador   | 1 – 0               | WK-kwalificatie     |
| 39                  | 364.                | 08-10-2005          | Quito, Ecuador           | Ecuador – Uruguay   | 0 – 0               | WK-kwalificatie     |
| 40                  | 404.                | 10-09-2008          | Montevideo, Uruguay      | Uruguay – Ecuador   | 0 – 0               | WK-kwalificatie     |
| 41                  | 418.                | 10-10-2009          | Quito, Ecuador           | Ecuador – Uruguay   | 1 – 2               | WK-kwalificatie     |

### Venezuela
| Ecuador vs. Venezuela | Ecuador vs. Venezuela | Ecuador vs. Venezuela | Ecuador vs. Venezuela     | Ecuador vs. Venezuela | Ecuador vs. Venezuela | Ecuador vs. Venezuela |
| #                     | №                     | Datum                 | Plaats                    | Wedstrijd             | Uitslag               | Competitie            |
| --------------------- | --------------------- | --------------------- | ------------------------- | --------------------- | --------------------- | --------------------- |
| 1                     | 4.                    | 19-08-1938            | Bogota, Colombia          | Ecuador – Venezuela   | 5 – 2                 | Juegos Bolivarianos   |
| 2                     | 109.                  | 20-01-1977            | Caracas, Venezuela        | Venezuela – Ecuador   | 1 – 0                 | Vriendschappelijk     |
| 3                     | 201.                  | 15-06-1993            | Quito, Ecuador            | Ecuador – Venezuela   | 6 – 1                 | Copa América          |
| 4                     | 209.                  | 08-08-1993            | Quito, Ecuador            | Ecuador – Venezuela   | 5 – 0                 | WK-kwalificatie       |
| 5                     | 213.                  | 12-09-1993            | Puerto Ordaz, Venezuela   | Venezuela – Ecuador   | 2 – 1                 | WK-kwalificatie       |
| 6                     | 229.                  | 02-02-1996            | Caracas, Venezuela        | Venezuela – Ecuador   | 0 – 1                 | Vriendschappelijk     |
| 7                     | 241.                  | 01-09-1996            | Quito, Ecuador            | Ecuador – Venezuela   | 1 – 0                 | WK-kwalificatie       |
| 8                     | 258.                  | 06-07-1997            | Maracaibo, Venezuela      | Venezuela – Ecuador   | 1 – 1                 | WK-kwalificatie       |
| 9                     | 272.                  | 19-05-1999            | Guayaquil, Ecuador        | Ecuador – Venezuela   | 0 – 2                 | Vriendschappelijk     |
| 10                    | 276.                  | 15-06-1999            | Caracas, Venezuela        | Venezuela – Ecuador   | 3 – 2                 | Vriendschappelijk     |
| 11                    | 285.                  | 29-03-2000            | Quito, Ecuador            | Ecuador – Venezuela   | 2 – 0                 | WK-kwalificatie       |
| 12                    | 297.                  | 15-11-2000            | Maracaibo, Venezuela      | Venezuela – Ecuador   | 1 – 2                 | WK-kwalificatie       |
| 13                    | 306.                  | 17-07-2001            | Barranquilla, Colombia    | Ecuador – Venezuela   | 4 – 0                 | Copa América          |
| 14                    | 325.                  | 20-10-2002            | Caracas, Venezuela        | Venezuela – Ecuador   | 2 – 0                 | Vriendschappelijk     |
| 15                    | 333.                  | 06-09-2003            | Quito, Ecuador            | Ecuador – Venezuela   | 2 – 0                 | WK-kwalificatie       |
| 16                    | 347.                  | 14-10-2004            | San Cristóbal, Venezuela  | Venezuela – Ecuador   | 3 – 1                 | WK-kwalificatie       |
| 17                    | 362.                  | 17-08-2005            | Loja, Ecuador             | Ecuador – Venezuela   | 3 – 1                 | Vriendschappelijk     |
| 18                    | 394.                  | 13-10-2007            | Quito, Ecuador            | Ecuador – Venezuela   | 0 – 1                 | WK-kwalificatie       |
| 19                    | 406.                  | 15-10-2008            | Puerto La Cruz, Venezuela | Venezuela – Ecuador   | 3 – 1                 | WK-kwalificatie       |
| 20                    | 423.                  | 07-09-2010            | Barqusimeto, Venezuela    | Venezuela – Ecuador   | 1 – 0                 | Vriendschappelijk     |
| 21                    | 426.                  | 17-11-2010            | Quito, Ecuador            | Ecuador – Venezuela   | 4 – 1                 | Vriendschappelijk     |
| 22                    | 435.                  | 09-07-2011            | Salta, Argentinië         | Venezuela – Ecuador   | 1 – 0                 | Copa América          |
| 23                    | 440.                  | 07-10-2011            | Quito, Ecuador            | Ecuador – Venezuela   | 2 – 0                 | WK-kwalificatie       |

### Verenigde Staten
| Ecuador vs. Verenigde Staten | Ecuador vs. Verenigde Staten | Ecuador vs. Verenigde Staten | Ecuador vs. Verenigde Staten  | Ecuador vs. Verenigde Staten | Ecuador vs. Verenigde Staten | Ecuador vs. Verenigde Staten |
| #                            | №                            | Datum                        | Plaats                        | Wedstrijd                    | Uitslag                      | Competitie                   |
| ---------------------------- | ---------------------------- | ---------------------------- | ----------------------------- | ---------------------------- | ---------------------------- | ---------------------------- |
| 1                            | 136.                         | 30-11-1984                   | New York, Verenigde Staten    | Verenigde Staten – Ecuador   | 0 – 0                        | Vriendschappelijk            |
| 2                            | 137.                         | 02-12-1984                   | Miami, Verenigde Staten       | Verenigde Staten – Ecuador   | 2 – 2                        | Vriendschappelijk            |
| 3                            | 161.                         | 07-06-1988                   | Albuquerque, Verenigde Staten | Verenigde Staten – Ecuador   | 0 – 1                        | Vriendschappelijk            |
| 4                            | 162.                         | 10-06-1988                   | Houston, Verenigde Staten     | Verenigde Staten – Ecuador   | 0 – 2                        | Vriendschappelijk            |
| 5                            | 163.                         | 12-06-1988                   | Dallas, Verenigde Staten      | Verenigde Staten – Ecuador   | 0 – 0                        | Vriendschappelijk            |
| 6                            | 202.                         | 19-06-1993                   | Quito, Ecuador                | Ecuador – Verenigde Staten   | 2 – 0                        | Copa América                 |
| 7                            | 260.                         | 07-08-1997                   | Baltimore, Verenigde Staten   | Verenigde Staten – Ecuador   | 0 – 1                        | Vriendschappelijk            |
| 8                            | 301.                         | 07-06-2001                   | Columbus, Verenigde Staten    | Verenigde Staten – Ecuador   | 0 – 0                        | Vriendschappelijk            |
| 9                            | 316.                         | 10-03-2002                   | Birmingham, Verenigde Staten  | Verenigde Staten – Ecuador   | 1 – 0                        | Vriendschappelijk            |
| 10                           | 382.                         | 25-03-2007                   | Tampa, Verenigde Staten       | Verenigde Staten – Ecuador   | 3 – 1                        | Vriendschappelijk            |
| 11                           | 441.                         | 11-10-2011                   | Harrison, Verenigde Staten    | Verenigde Staten – Ecuador   | 0 – 1                        | Vriendschappelijk            |

### Wit-Rusland
| Ecuador vs. Wit-Rusland | Ecuador vs. Wit-Rusland | Ecuador vs. Wit-Rusland | Ecuador vs. Wit-Rusland | Ecuador vs. Wit-Rusland | Ecuador vs. Wit-Rusland | Ecuador vs. Wit-Rusland |
| #                       | №                       | Datum                   | Plaats                  | Wedstrijd               | Uitslag                 | Competitie              |
| ----------------------- | ----------------------- | ----------------------- | ----------------------- | ----------------------- | ----------------------- | ----------------------- |
| 1                       | 197.                    | 27-01-1993              | Guayaquil, Ecuador      | Ecuador – Wit-Rusland   | 1 – 1                   | Vriendschappelijk       |

### Zambia
| Ecuador vs. Zambia | Ecuador vs. Zambia | Ecuador vs. Zambia | Ecuador vs. Zambia   | Ecuador vs. Zambia | Ecuador vs. Zambia | Ecuador vs. Zambia |
| #                  | №                  | Datum              | Plaats               | Wedstrijd          | Uitslag            | Competitie         |
| ------------------ | ------------------ | ------------------ | -------------------- | ------------------ | ------------------ | ------------------ |
| 1                  | 221.               | 04-06-1995         | Changwon, Zuid-Korea | Ecuador – Zambia   | 4 – 1              | Korea Cup          |
| 2                  | 223.               | 12-06-1995         | Seoul, Zuid-Korea    | Ecuador – Zambia   | 1 – 0              | Korea Cup          |

### Zuid-Afrika
| Ecuador vs. Zuid-Afrika | Ecuador vs. Zuid-Afrika | Ecuador vs. Zuid-Afrika | Ecuador vs. Zuid-Afrika | Ecuador vs. Zuid-Afrika | Ecuador vs. Zuid-Afrika | Ecuador vs. Zuid-Afrika |
| #                       | №                       | Datum                   | Plaats                  | Wedstrijd               | Uitslag                 | Competitie              |
| ----------------------- | ----------------------- | ----------------------- | ----------------------- | ----------------------- | ----------------------- | ----------------------- |
| 1                       | 318.                    | 17-04-2002              | Murcia, Spanje          | Ecuador – Zuid-Afrika   | 0 – 0                   | Vriendschappelijk       |

### Zuid-Korea
| Ecuador vs. Zuid-Korea | Ecuador vs. Zuid-Korea | Ecuador vs. Zuid-Korea | Ecuador vs. Zuid-Korea      | Ecuador vs. Zuid-Korea | Ecuador vs. Zuid-Korea | Ecuador vs. Zuid-Korea |
| #                      | №                      | Datum                  | Plaats                      | Wedstrijd              | Uitslag                | Competitie             |
| ---------------------- | ---------------------- | ---------------------- | --------------------------- | ---------------------- | ---------------------- | ---------------------- |
| 1                      | 216.                   | 05-06-1994             | Wakefield, Verenigde Staten | Ecuador – Zuid-Korea   | 2 – 1                  | Vriendschappelijk      |
| 2                      | 421.                   | 16-05-2010             | Seoel, Zuid-Korea           | Zuid-Korea – Ecuador   | 2 – 0                  | Vriendschappelijk      |

### Zweden
| Ecuador vs. Zweden | Ecuador vs. Zweden | Ecuador vs. Zweden | Ecuador vs. Zweden | Ecuador vs. Zweden | Ecuador vs. Zweden | Ecuador vs. Zweden |
| #                  | №                  | Datum              | Plaats             | Wedstrijd          | Uitslag            | Competitie         |
| ------------------ | ------------------ | ------------------ | ------------------ | ------------------ | ------------------ | ------------------ |
| 1                  | 380.               | 18-01-2007         | Cuenca, Ecuador    | Ecuador – Zweden   | 2 – 1              | Vriendschappelijk  |
| 2                  | 381.               | 21-01-2007         | Quito, Ecuador     | Ecuador – Zweden   | 1 – 1              | Vriendschappelijk  |

FEF · A-internationals · Bondscoaches · Selecties · Statistieken · Ecuadoraans vrouwenelftal · Olympisch elftal · Ecuador U21 · Ecuador U20 · Ecuador U18 · Ecuador U17
1938 – 1949 ·
1950 – 1959 ·
1960 – 1969 ·
1970 – 1979 ·
1980 – 1989 ·
1990 – 1999 ·
2000 – 2009 ·
2010 – 2019 ·
2020 − 2029
WK 2002 · 
WK 2006 · 
WK 2014
1938 · 
1939 · 
1940 · 
1941 · 
1942 · 
1943 · 1944 · 
1945 · 
1946 · 
1947 · 
1948 · 
1949 · 
1950 · 1951 · 1952 · 
1953 · 
1954 · 
1955 · 
1956 · 
1957 · 
1958 · 
1959 · 
1960 · 
1961 · 1962 · 
1963 · 
1964 · 
1965 · 
1966 · 
1967 · 1968 · 
1969 · 
1970 · 
1971 · 
1972 · 
1973 · 
1974 · 
1975 · 
1976 · 
1977 · 
1978 · 
1979 · 
1980 · 
1981 · 
1982 · 
1983 · 
1984 · 
1985 · 
1986 · 
1987 · 
1988 · 
1989 · 
1990 · 
1991 · 
1992 · 
1993 · 
1994 · 
1995 · 
1996 · 
1997 · 
1998 · 
1999 · 
2000 · 
2001 · 
2002 · 
2003 · 
2004 · 
2005 · 
2006 · 
2007 · 
2008 · 
2009 · 
2010 · 
2011 · 
2012 · 
2013 · 
2014 · 
2015 · 
2016 · 
2017 ·
2018 ·
2019 ·
2020 ·
2021 ·
2022
Argentinië ·
Armenië ·
Australië ·
Bolivia · 
Brazilië ·
Bulgarije ·
Canada ·
Chili ·
Colombia ·
Costa Rica ·
Cuba ·
Denemarken ·
DDR ·
Duitsland ·
El Salvador ·
Engeland ·
Estland ·
Finland ·
Frankrijk ·
Griekenland ·
Guatemala ·
Haïti ·
Honduras ·
Ierland ·
Irak ·
Iran ·
Italië ·
Jamaica ·
Japan ·
Joegoslavië ·
Jordanië ·
Kaapverdië ·
Koeweit ·
Kroatië · 
Libanon ·
Mexico ·
Nederland ·
Nigeria ·
Noord-Macedonië ·
Oeganda ·
Oman ·
Panama ·
Paraguay ·
Peru ·
Polen ·
Portugal ·
Qatar ·
Roemenië ·
Saoedi-Arabië ·
Schotland ·
Senegal ·
Spanje ·
Trinidad en Tobago ·
Turkije · 
Uruguay ·
Venezuela ·
Verenigde Staten ·
Wit-Rusland ·
Zambia ·
Zuid-Afrika ·
Zuid-Korea ·
Zweden ·
Zwitserland
Costa Rica (2006) · 
Duitsland (2006) · 
Engeland (2006) · 
Frankrijk (2014) · 
Honduras (2014) · 
Nederland (2022) · 
Polen (2006) · 
Qatar (2022) · 
Zwitserland (2014)